# Palais royal d'Olite
 (juillet 2023).
Le palais royal est un château situé dans la ville d'Olite, dans la communauté forale de Navarre, en Espagne. Il était un des sièges du royaume de Navarre

## Histoire
Le château-palais d'Olite fut la résidence des rois de Navarre jusqu'au rattachement du royaume à la Castille, au XVIe siècle. Bâti sur les vestiges de l’ancienne "praesidium" romain d’Oligitum, aux XIIIe et XIVe siècles, il fut soumis à diverses transformations, mais les plus importantes se produisirent au temps du roi Charles III de Navarre, duc de Nemours et comte d'Évreux.

Le vieux palais  devenu trop petit, un palais neuf fut ainsi construit entre 1402 et 1424. La volonté de Charles III de Navarre et de son épouse Léonore de Trastamare est d'en faire le siège permanent de la monarchie et de la cour. L'ensemble élancé s'adaptant aux fortifications existantes est ponctué d'imposantes tours et de riches jardins. Caractère défensif, éléments d'architecture résidentielle et d'apparat s'entremêlent ainsi.

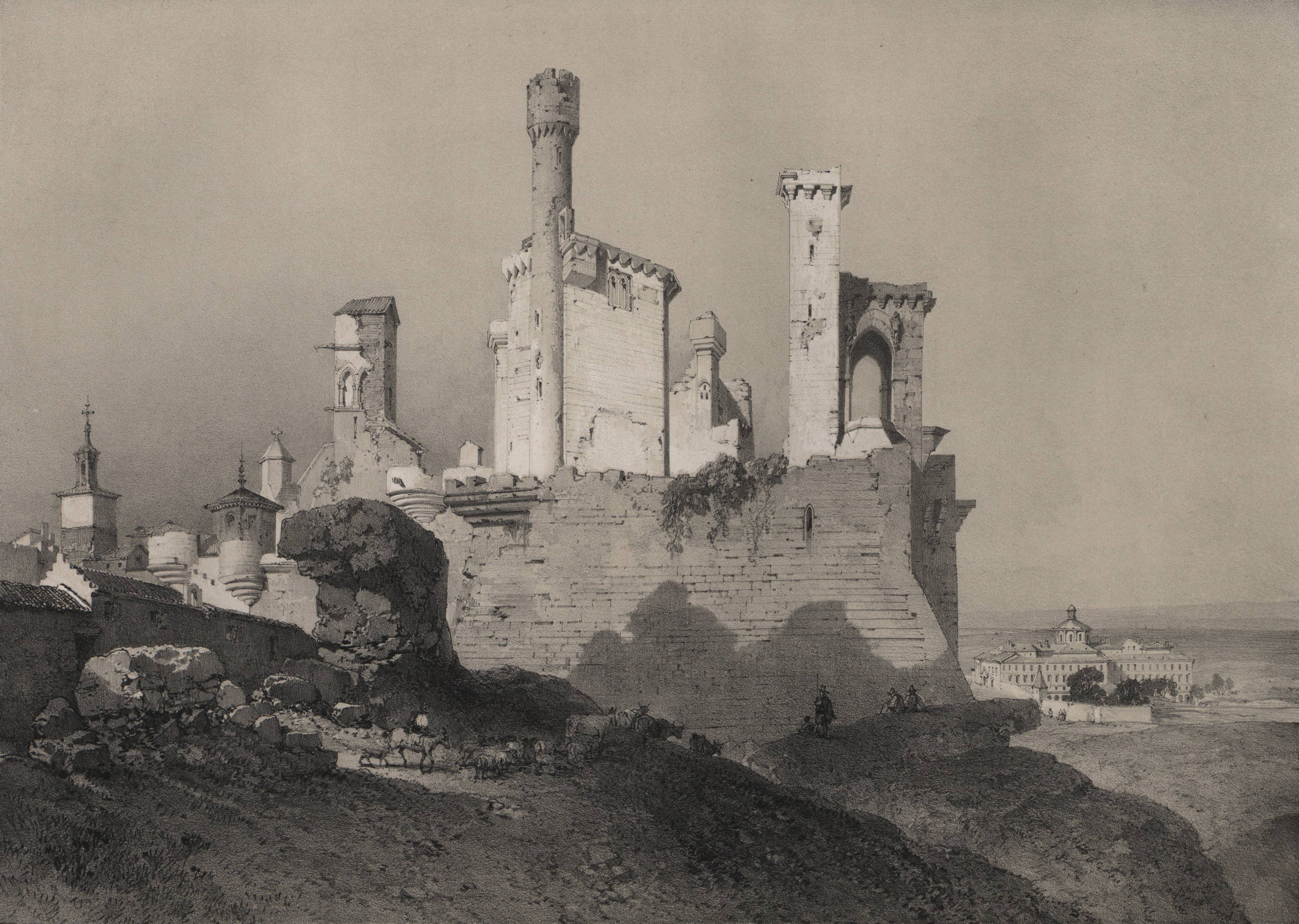
Le palais en ruines, en 1850.

À la suite de l'invasion castillane de la Navarre au XVIe siècle, le palais, n'étant plus que la résidence occasionnelle de vice-rois, gouverneurs ou hidalgos, se détériora progressivement. Le pire advint en 1813, durant la Guerre d'Indépendance, lorsque le guérillero Francisco Espoz y Mina, craignant de voir les troupes napoléoniennes s'emparer de la forteresse, ordonna qu'on l'incendie.
Le palais est déclaré monument national en 1925. L'état actuel de l'édifice est le fruit d'une restauration commencée dans les années 1940 et fondée sur le projet des architectes José et Javier Yárnoz, vainqueurs du concours organisé pour la remise en état du château. L'objectif des travaux est de retrouver la structure originale du palais. Néanmoins, la très riche décoration intérieure ainsi que les jardins extérieurs sont à jamais perdus.

## Description
Le palais royal d'Olite se compose de trois ensembles bâtis : le palais originel, les édifices de culte et le palais nouveau.
Il mélange dans son architecture l'influence gothique française, pays natal du roi, et quelques éléments de décoration du style mudéjar, comme des restes de plâtres et de stucs.

### Le palais originel
Le palais originel est aujourd'hui un hôtel Parador. Ses origines remontent à la période romaine, probablement au Ier siècle après notre ère. Il a été occupé par les Wisigoths au VIIe siècle. Son aspect actuel remonte au XIIIe siècle. Les espaces intérieurs aujourd'hui réaménagés ont irrémédiablement disparu au XIXe siècle à la suite d'un incendie et de pillages.

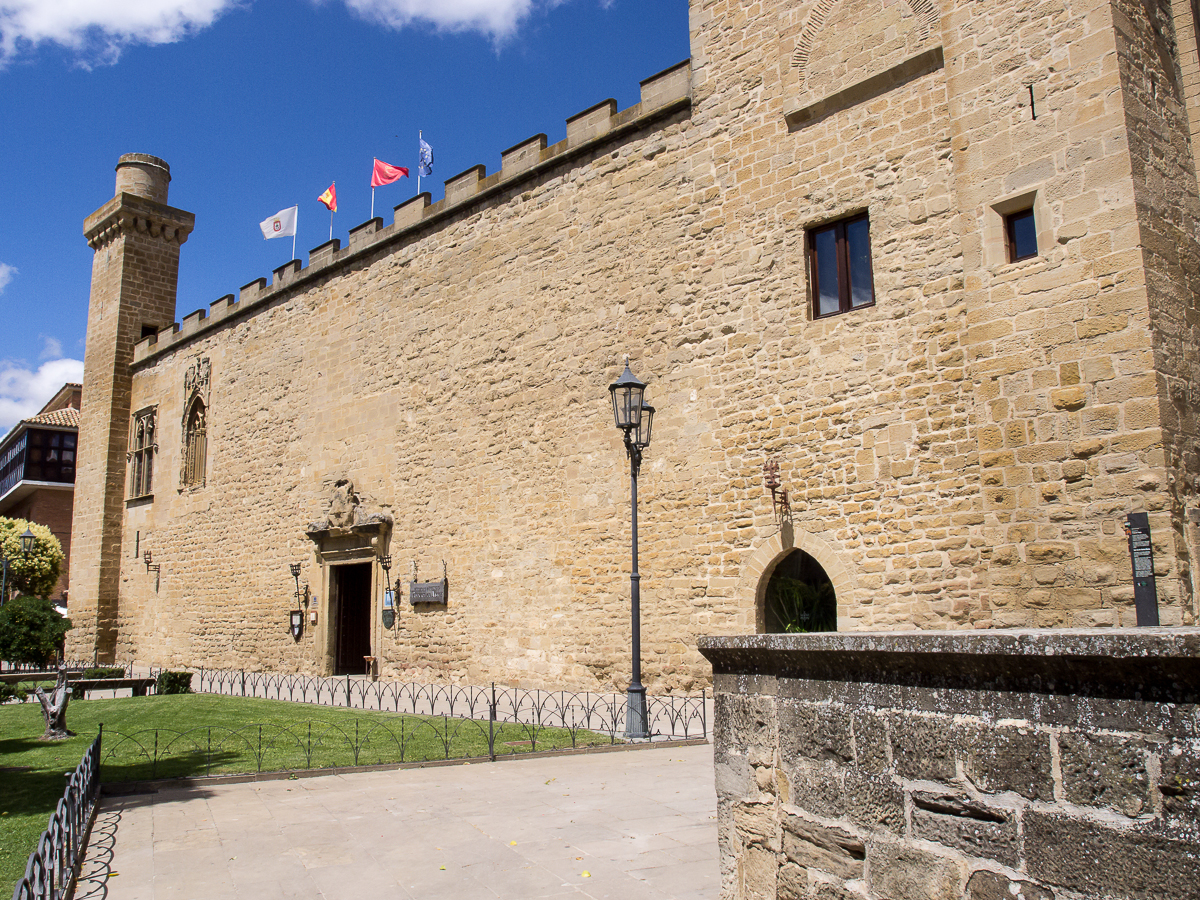
Le vieux palais.
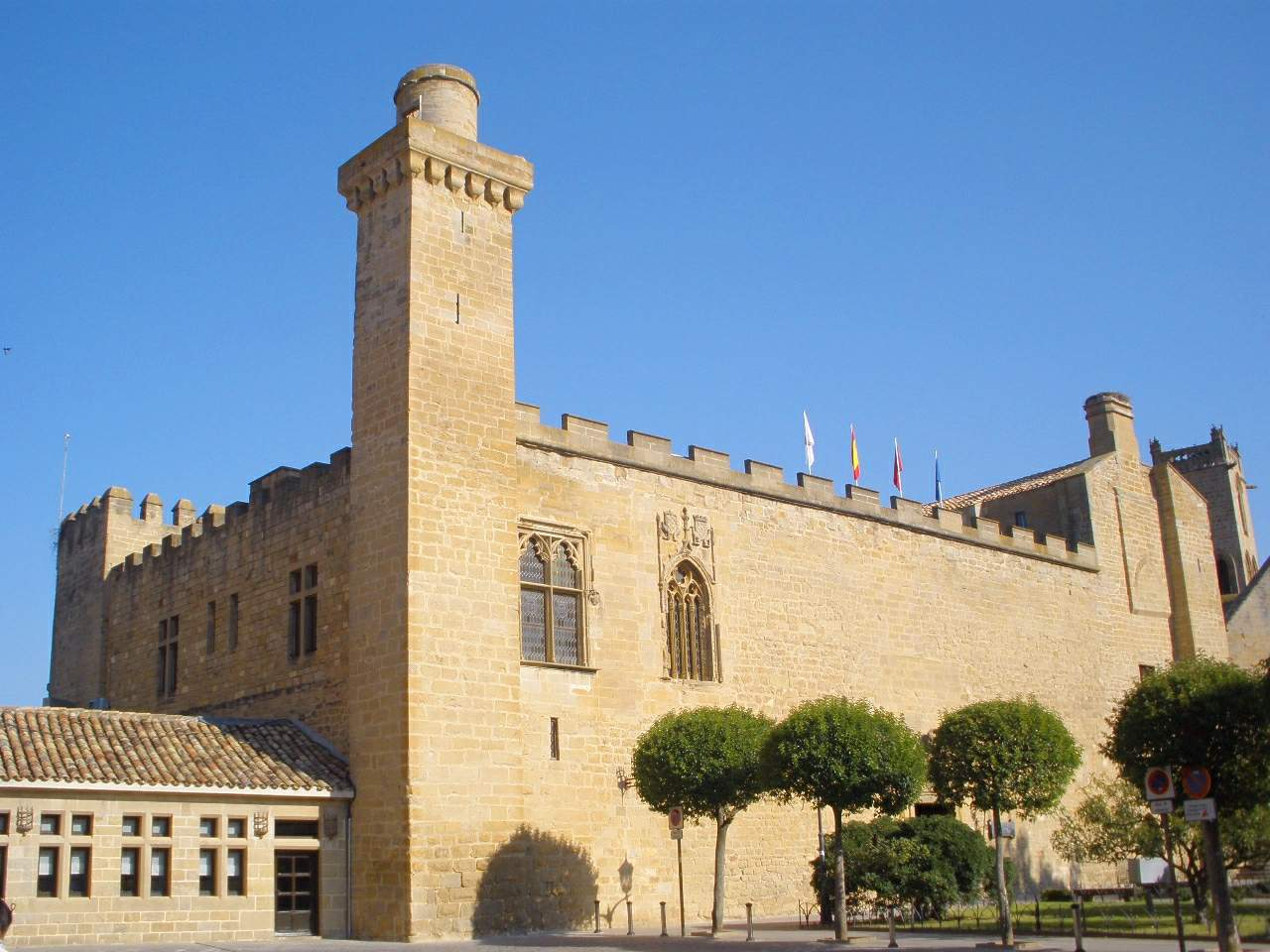
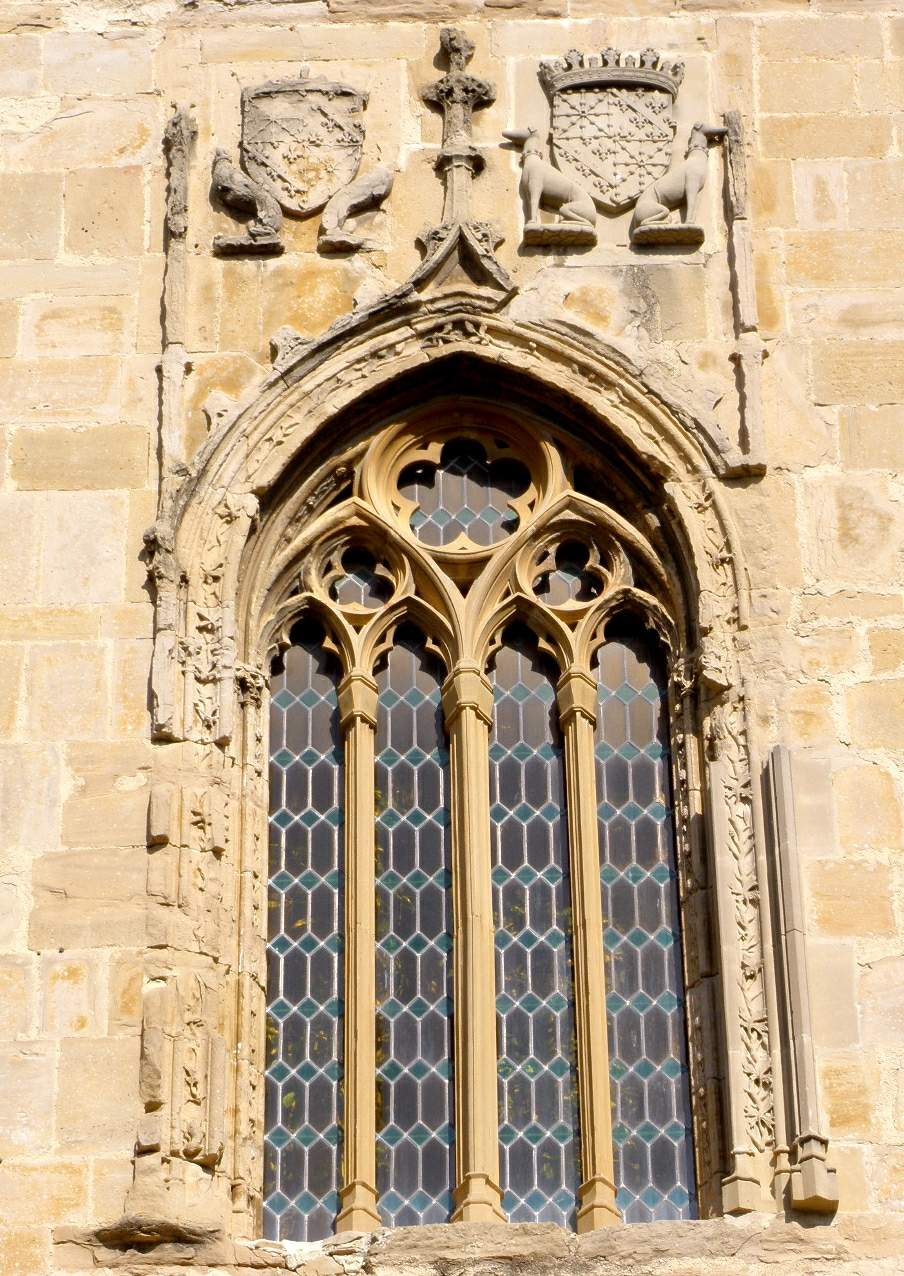
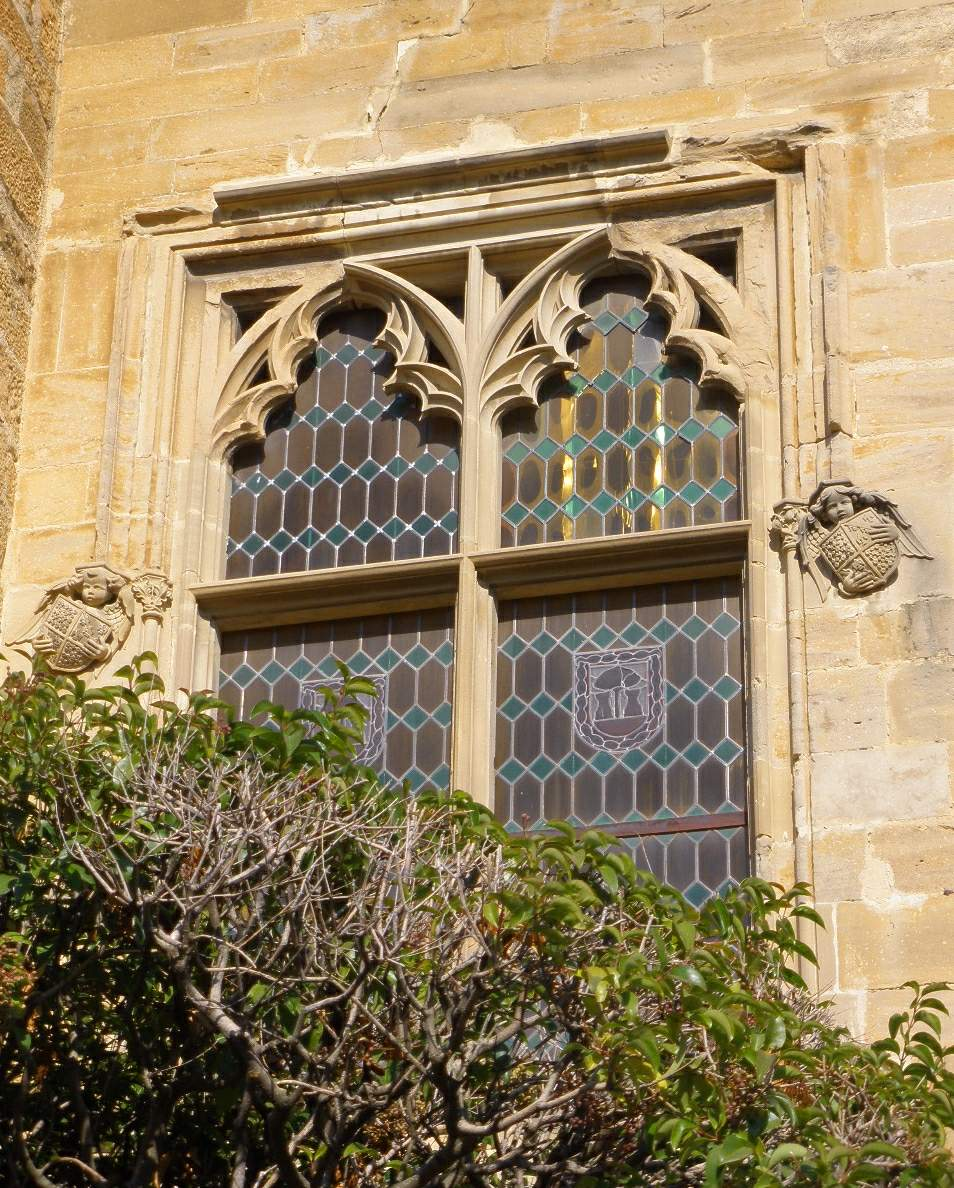

### L'église Sainte-Marie et la chapelle Saint-Georges
Adossée à la chapelle Saint-Georges puis au palais nouveau, l'église Sainte-Marie, est un édifice gothique. En son intérieur, étaient organisées les cérémonies les plus solennelles de la Cour. Précédée d’un cloître, son riche portail est flanqué en façade d'une galerie de statues et surmonté d'une rosace. À l’intérieur, elle abrite un grand retable Renaissance signé Pedro Aponte...
La chapelle Saint-Georges, chapelle privée des rois, est actuellement en ruines. Sa décoration fut réalisée par des artisans mudéjars.

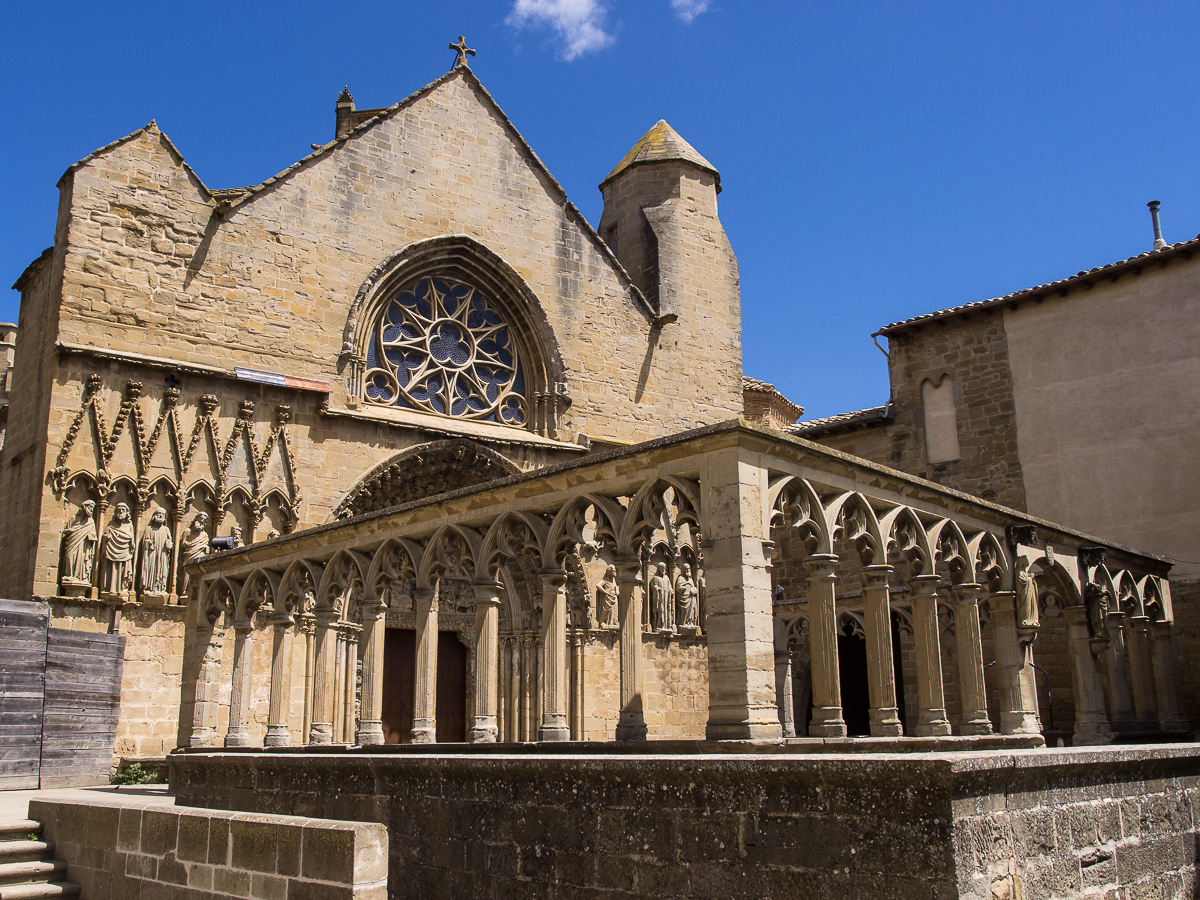
L'église Sainte-Marie et son cloître.
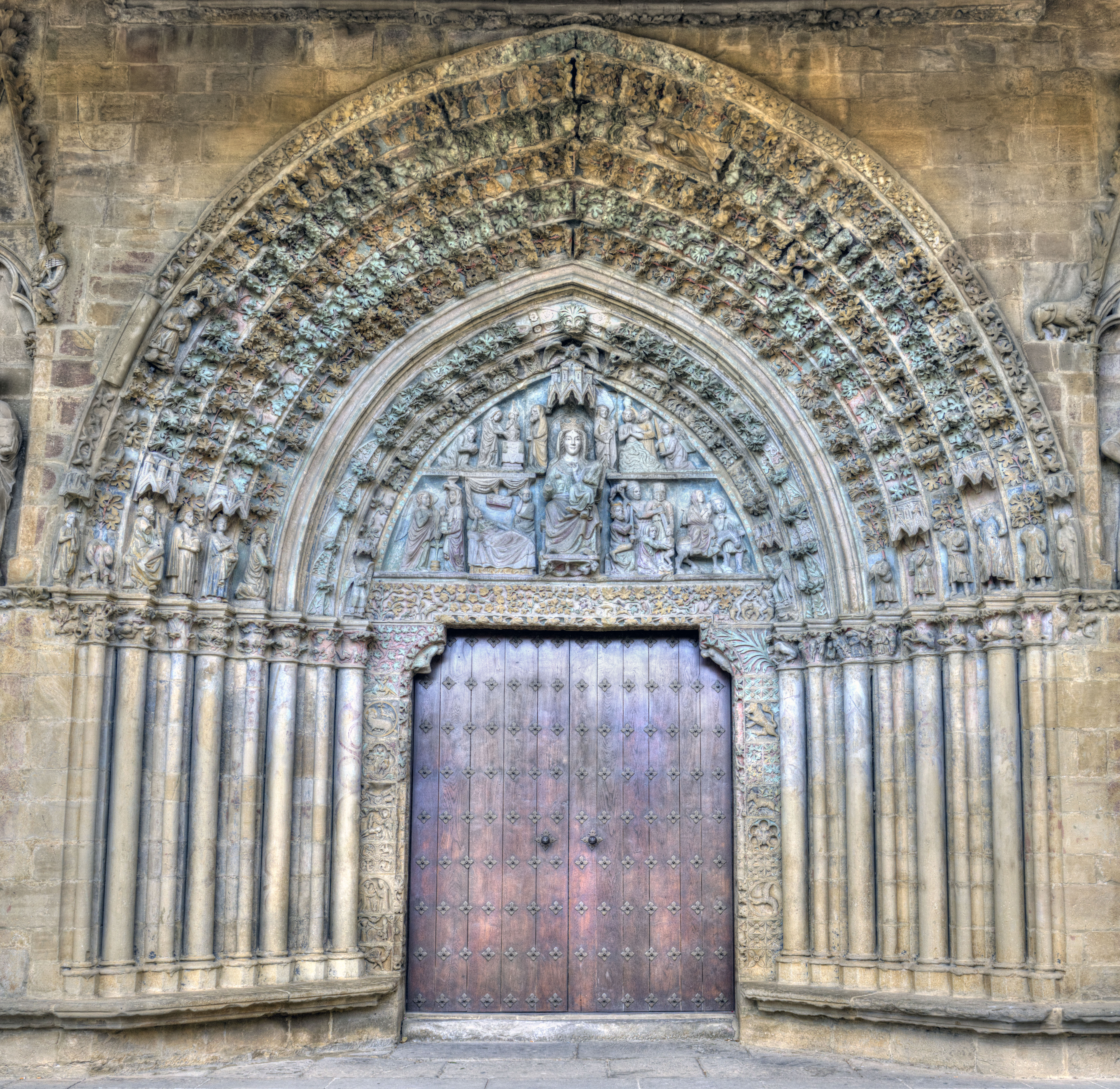
Le portail.
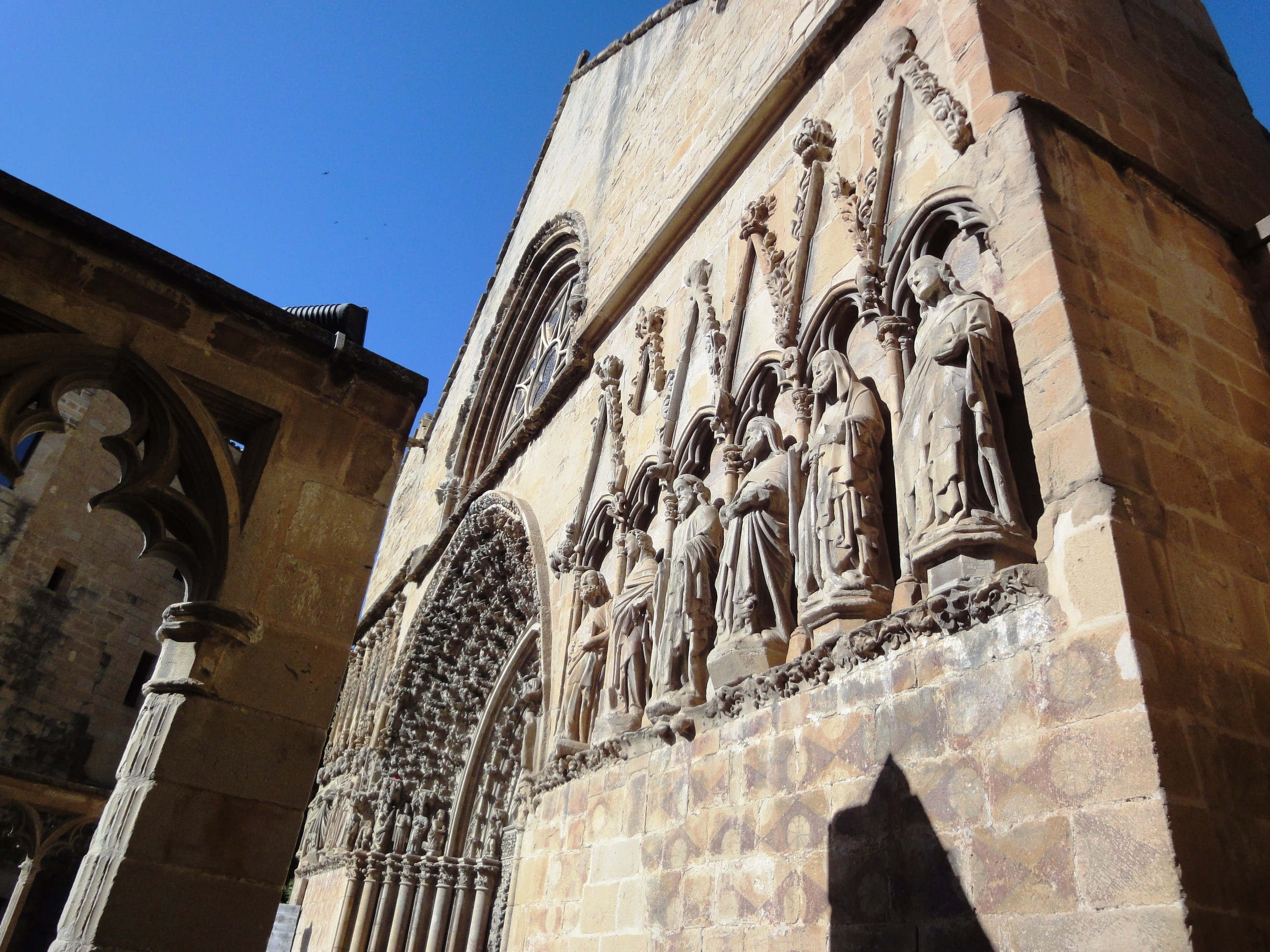
Galerie de statues.
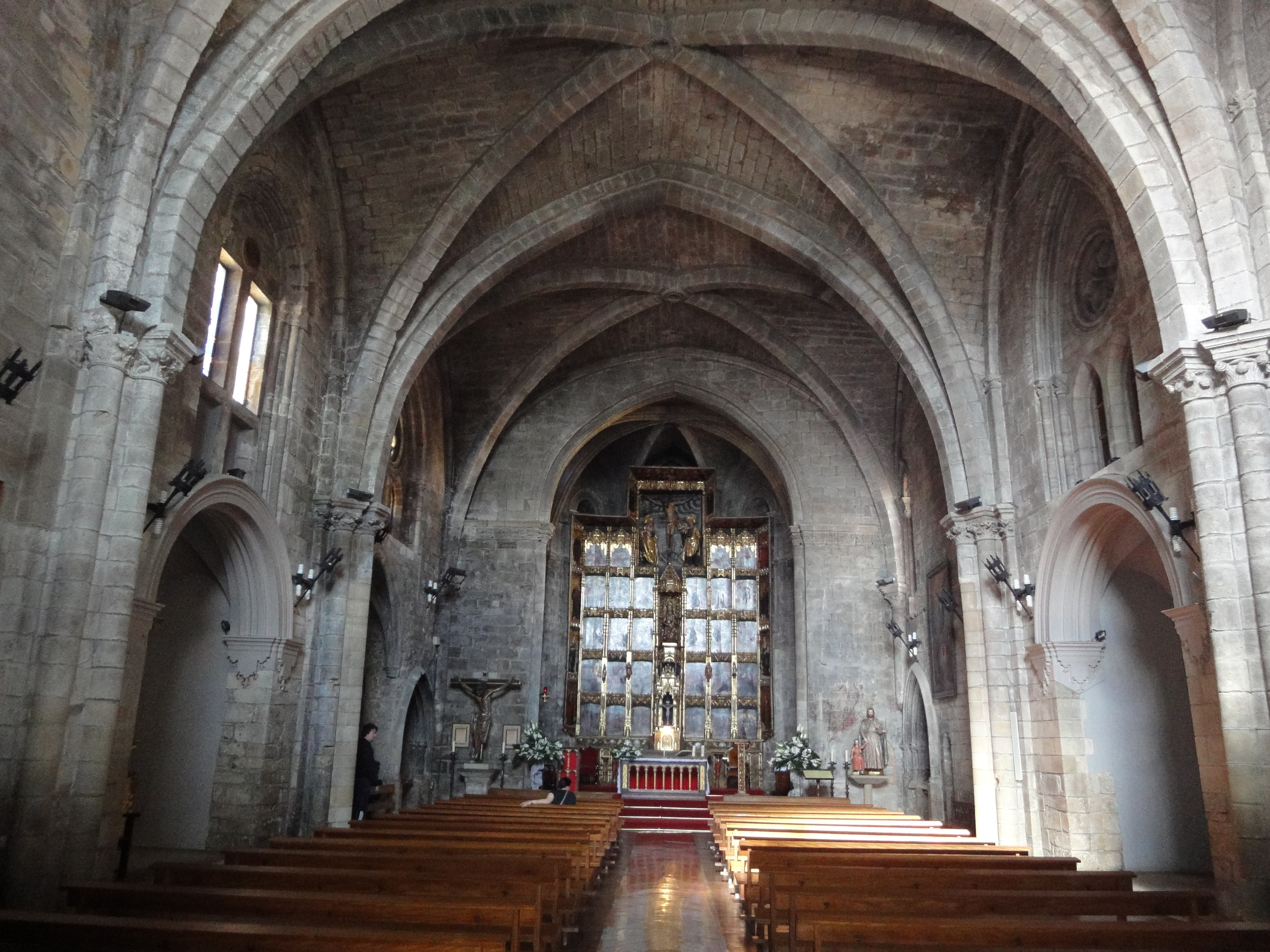
L'intérieur.
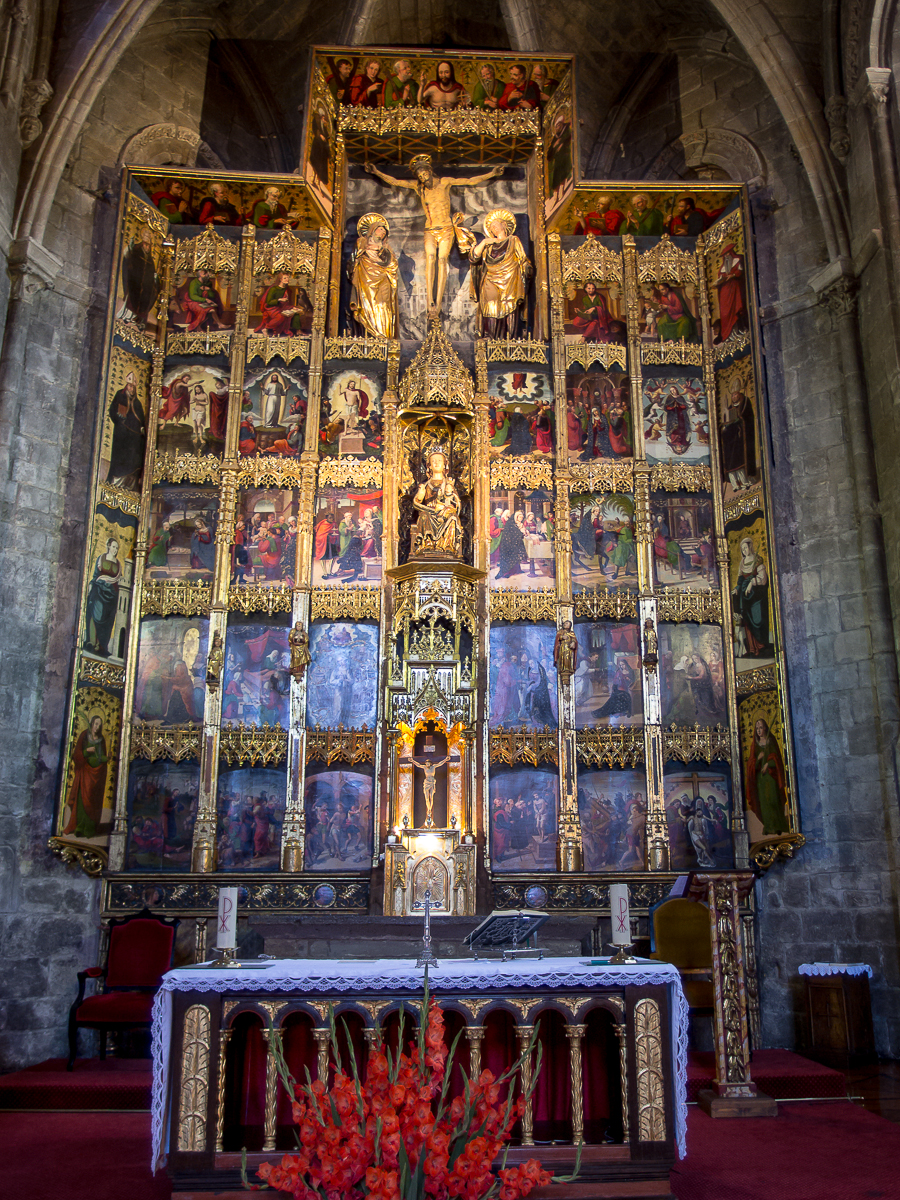
Le retable.
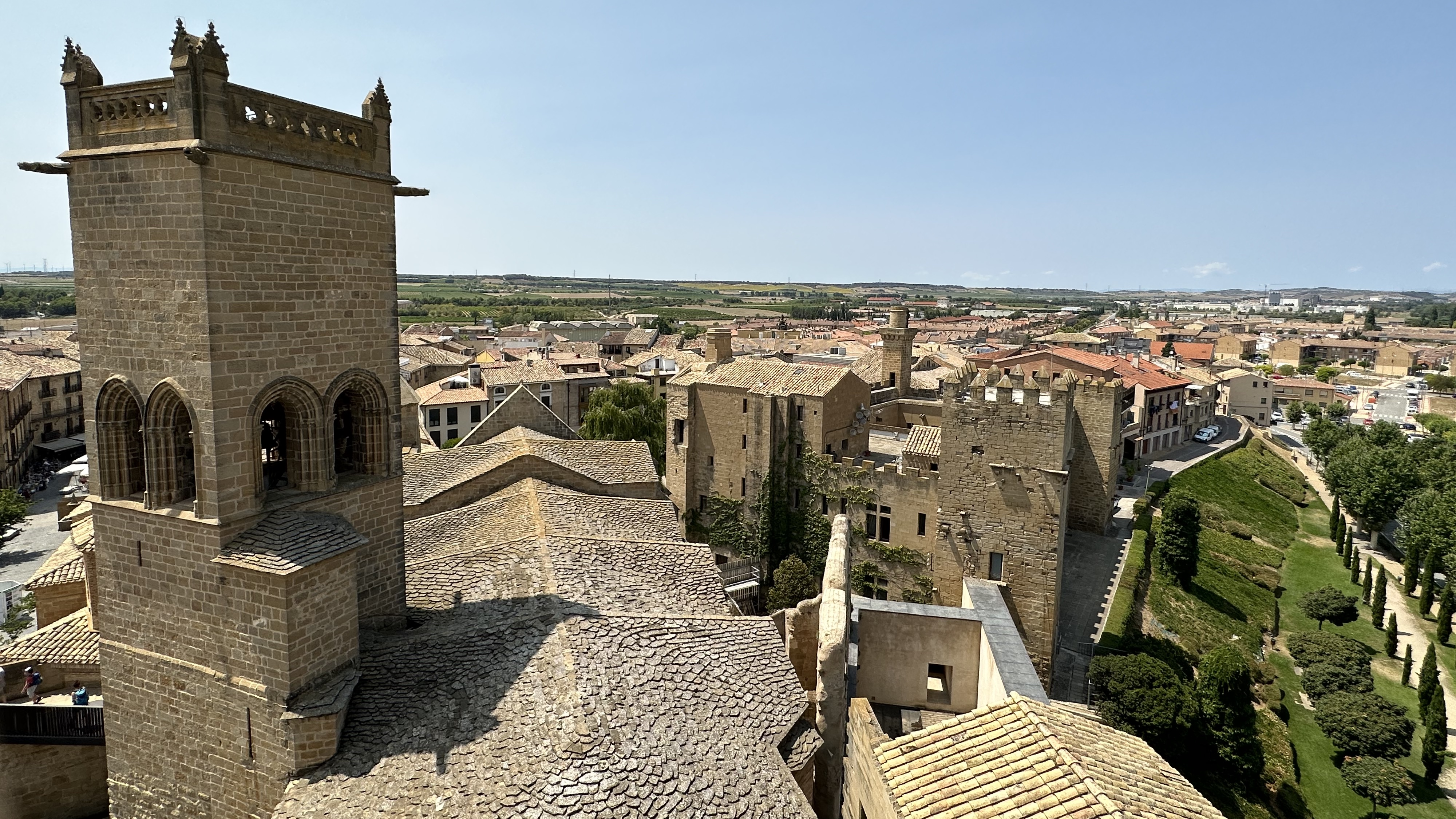
Clocher de l'église Sainte-Marie et vestiges de la chapelle Saint-Georges.

### Le palais nouveau

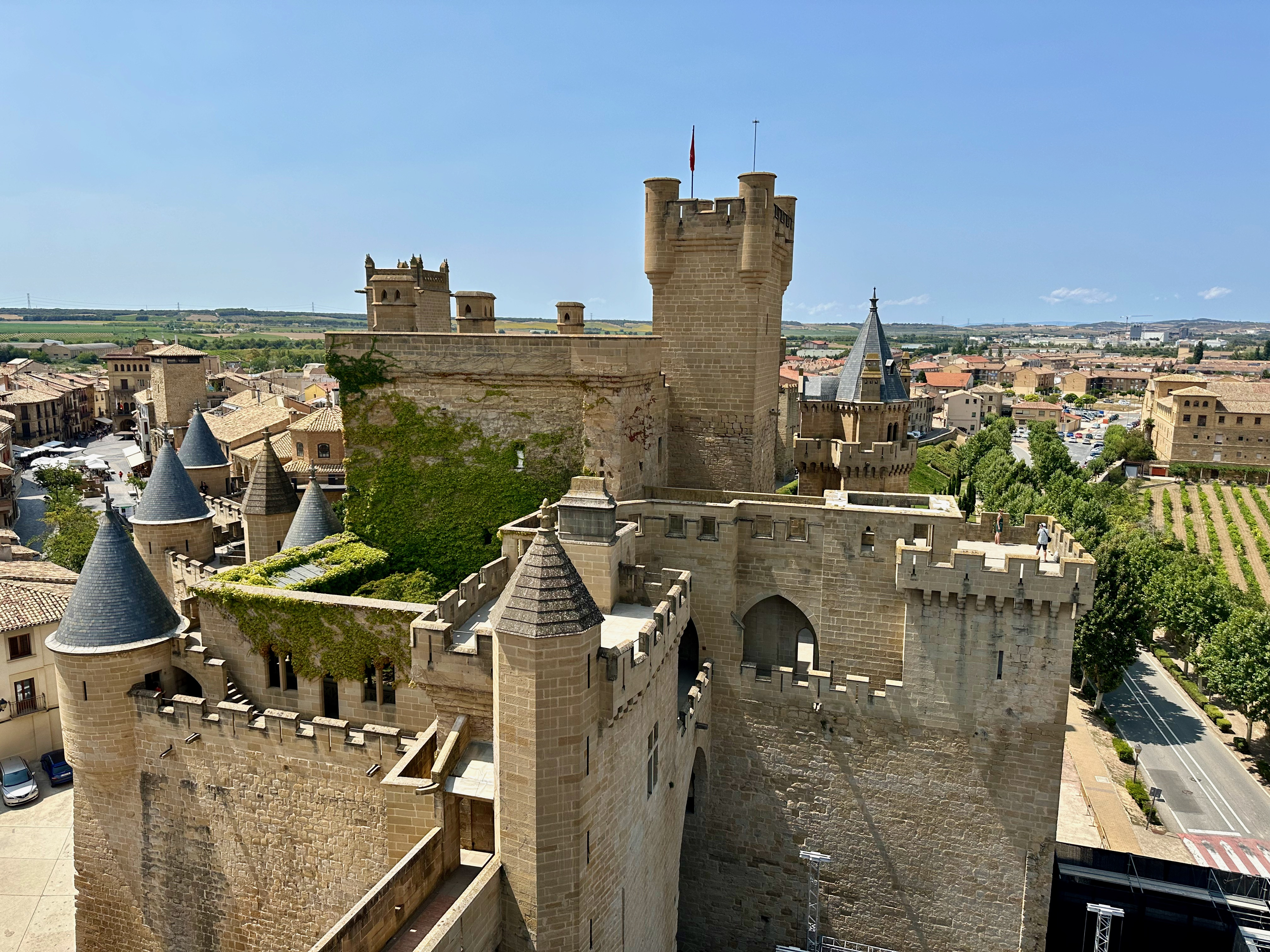
Le donjon.

Une première tour dont les fouilles ont été mises au jour et restent visibles préfigurait le palais voulu par Charles III.
Le palais nouveau est composé de deux corps de bâtiment et de jardins d'agrément avec, à l'époque, toutes sortes d'arbres fruitiers, de plantes exotiques, de plantes médicinales et même d'animaux... Dans les cours vivaient des oiseaux, des cygnes, des meutes de chiens, des lions, un chameau, un loup-cervier, des perroquets, des buffles et même une girafe... Ce zoo était un cadeau du roi d’Aragon, Pierre IV le Cérémonieux.
Le corps de bâtiment du donjon est hérissé de quatre tours maîtresses :
- la tour du portail de Fenero, surplombe, entre les deux corps de bâtiment, la porte d'entrée de la ville du même nom,
- la tour de la Citerne, point névralgique du système d'irrigation du château, est ainsi creuse,
- le tour d'Honneur et ses chambres destinées à la suite royale a été rehaussée au XXe siècle lors d'une campagne de restauration,
- la tour des Trois Couronnes, aux équipements de confort miniaturisés, aurait été construite pour les enfants de Charles III[2].

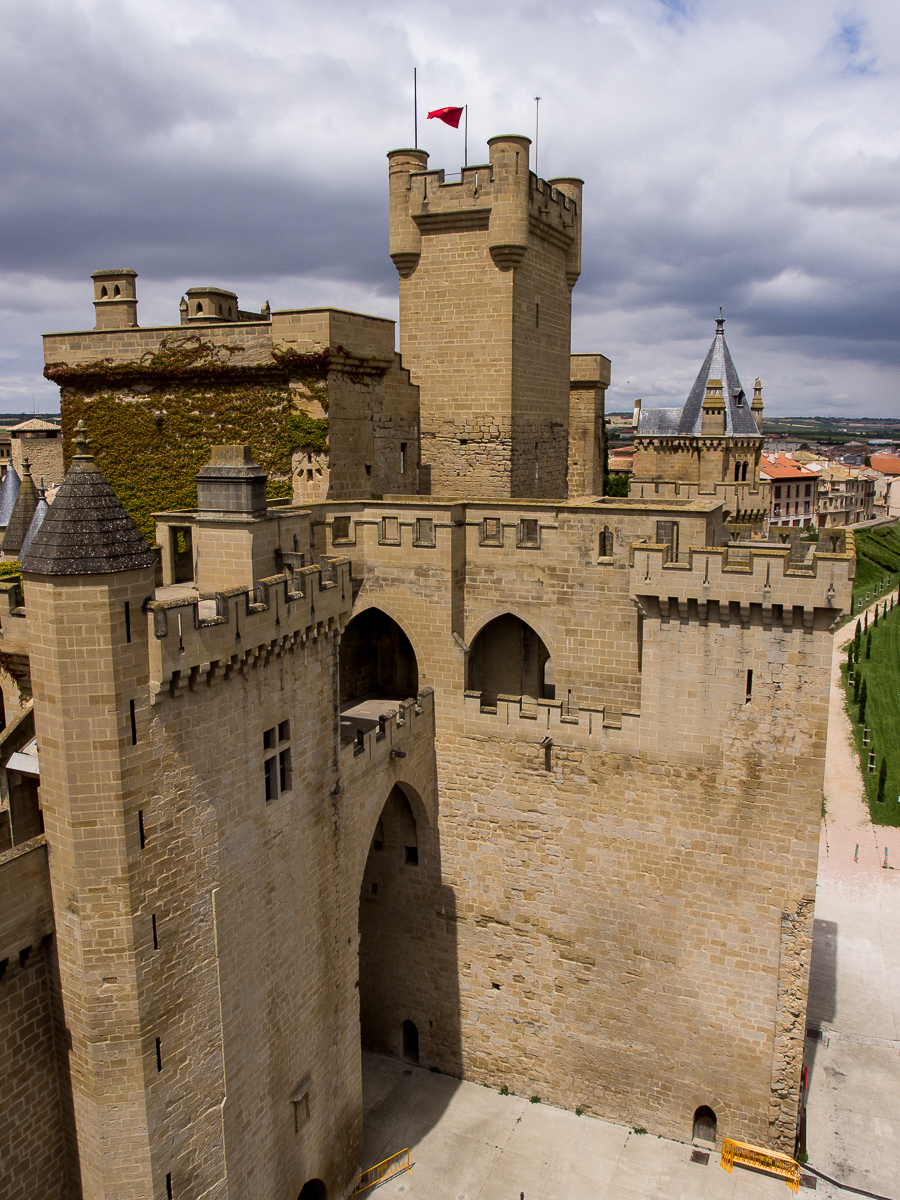
Le portail de Fenero.
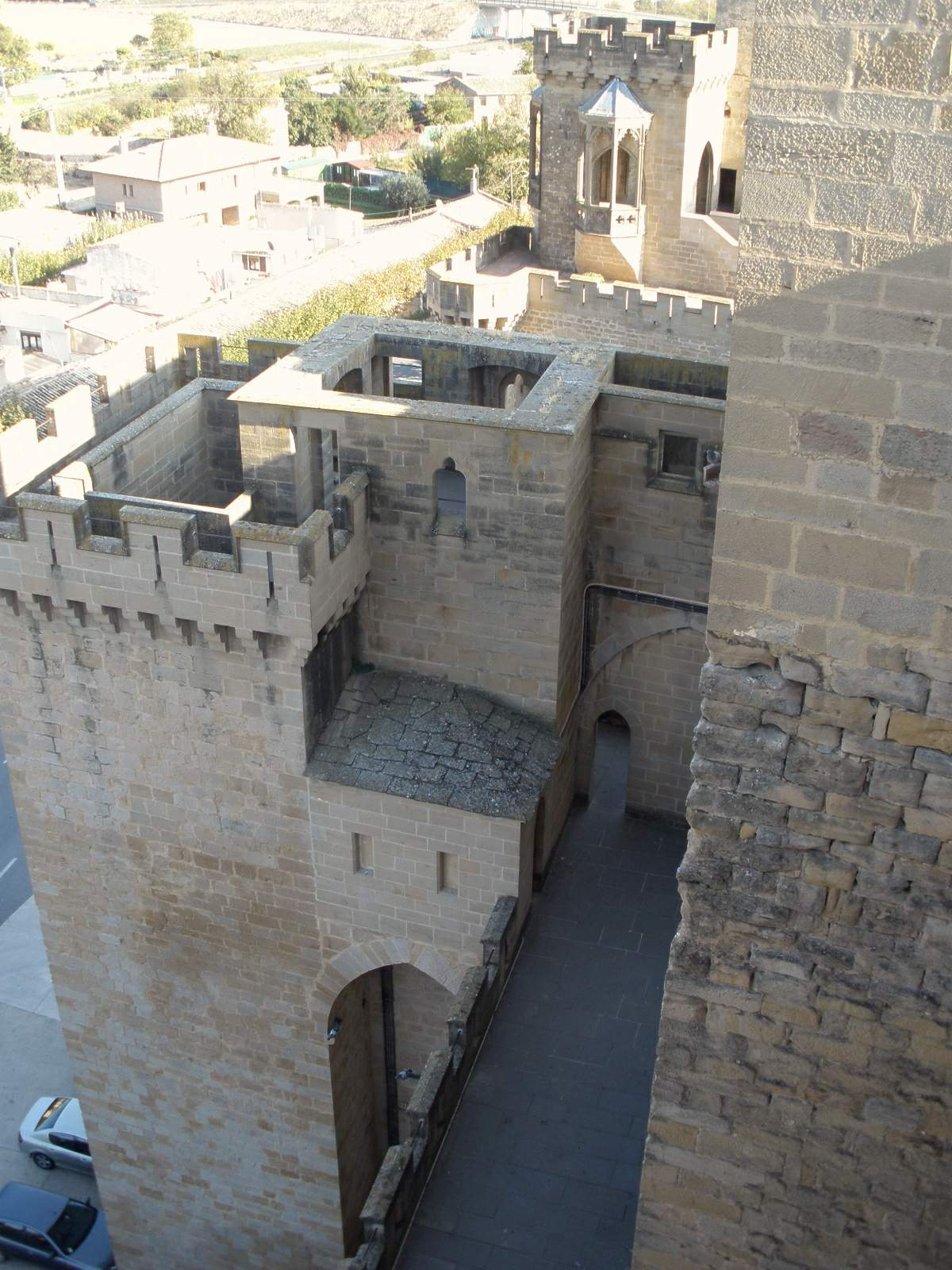
La tour de la Citerne.
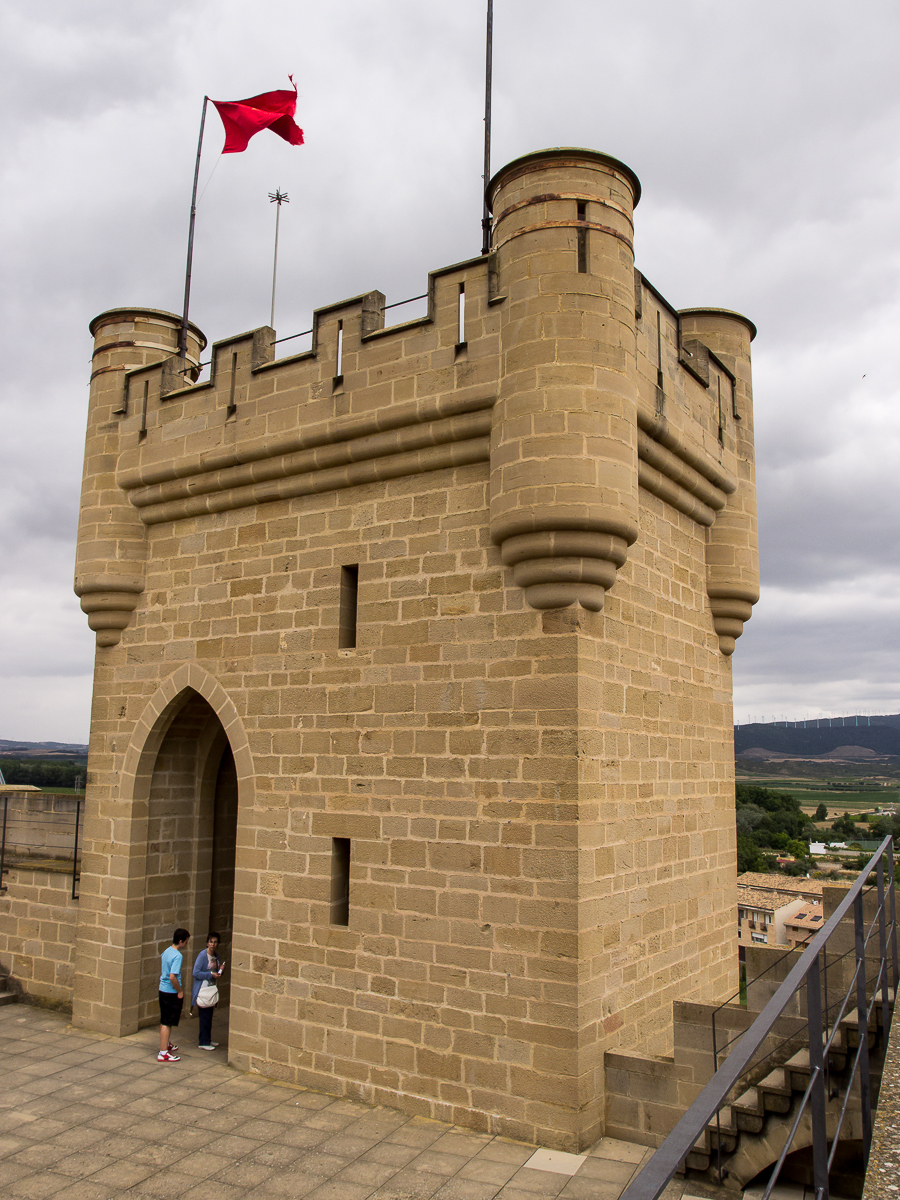
La tour d'Honneur.
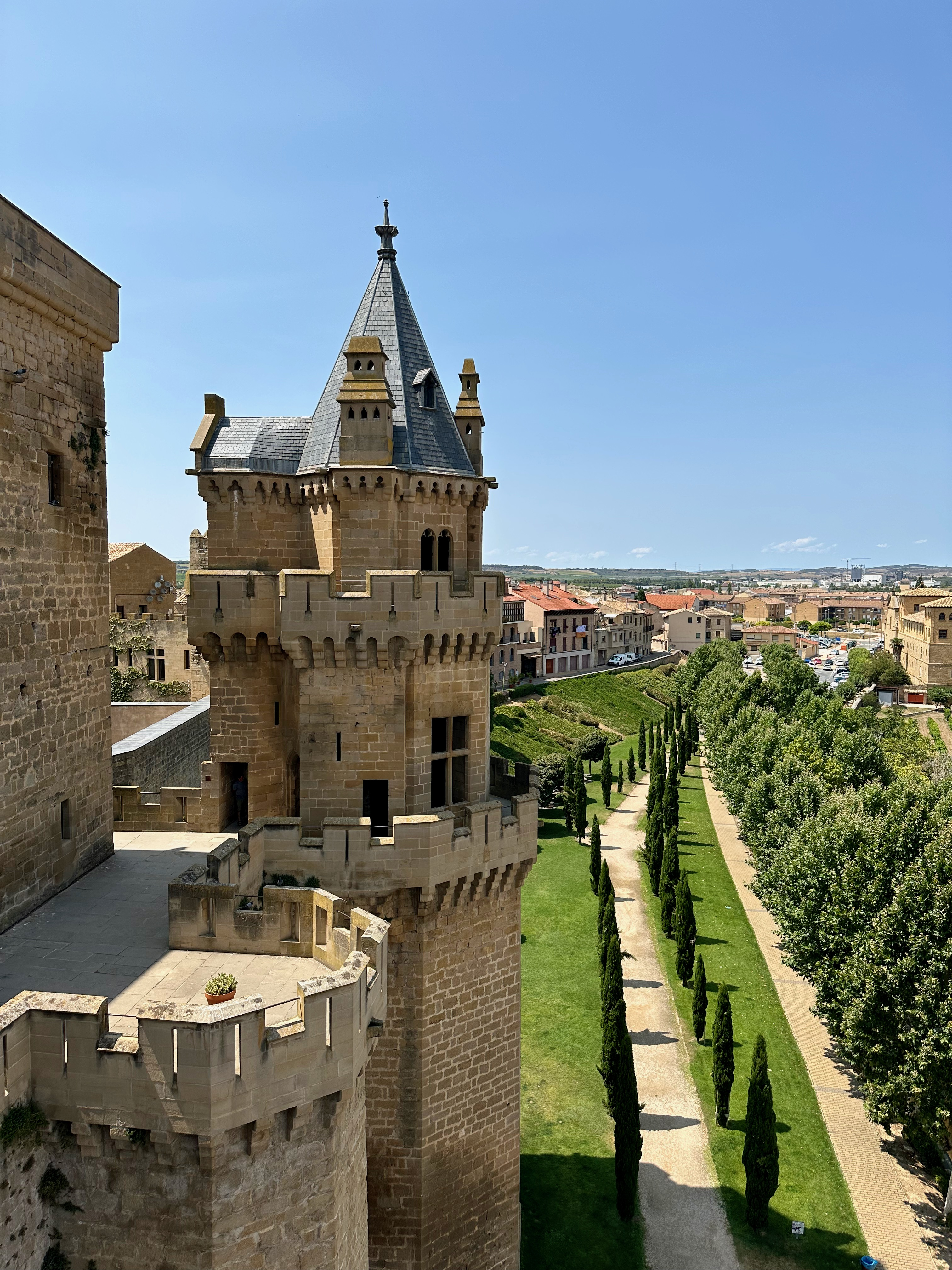
La tour des Trois Couronnes.

Le corps de bâtiment du donjon abrite les chambres du roi et de la reine accessibles depuis la chambre des stucs. Cette salle est à l'origine très ornée afin d'impressionner les visiteurs. Le roi dispose d'une galerie d'arcs gothiques sur deux niveaux afin d'observer les jardins en contrebas, leurs orangers, la volière, les cours.... La reine dispose d'un petit jardin suspendu avec une fontaine disparue et son cloître.
Des traces de conduites de plomb laissées sur les murs sont le témoin du système d'irrigation. L'eau était acheminée depuis la rivière de Cidacos dans des conduites en terre cuite vernissée. La salle des arcs, construite pour soutenir le petit jardin de la reine, avec ses arcs-doubleaux, n'avait elle-même qu'une fonction structurelle. Elle ne servit de prison qu'en 1495, lorsque le Comte de Lerin, Louis de Beaumont, après avoir pillé la ville, y enferma des habitants et exigea une rançon pour leur libération.

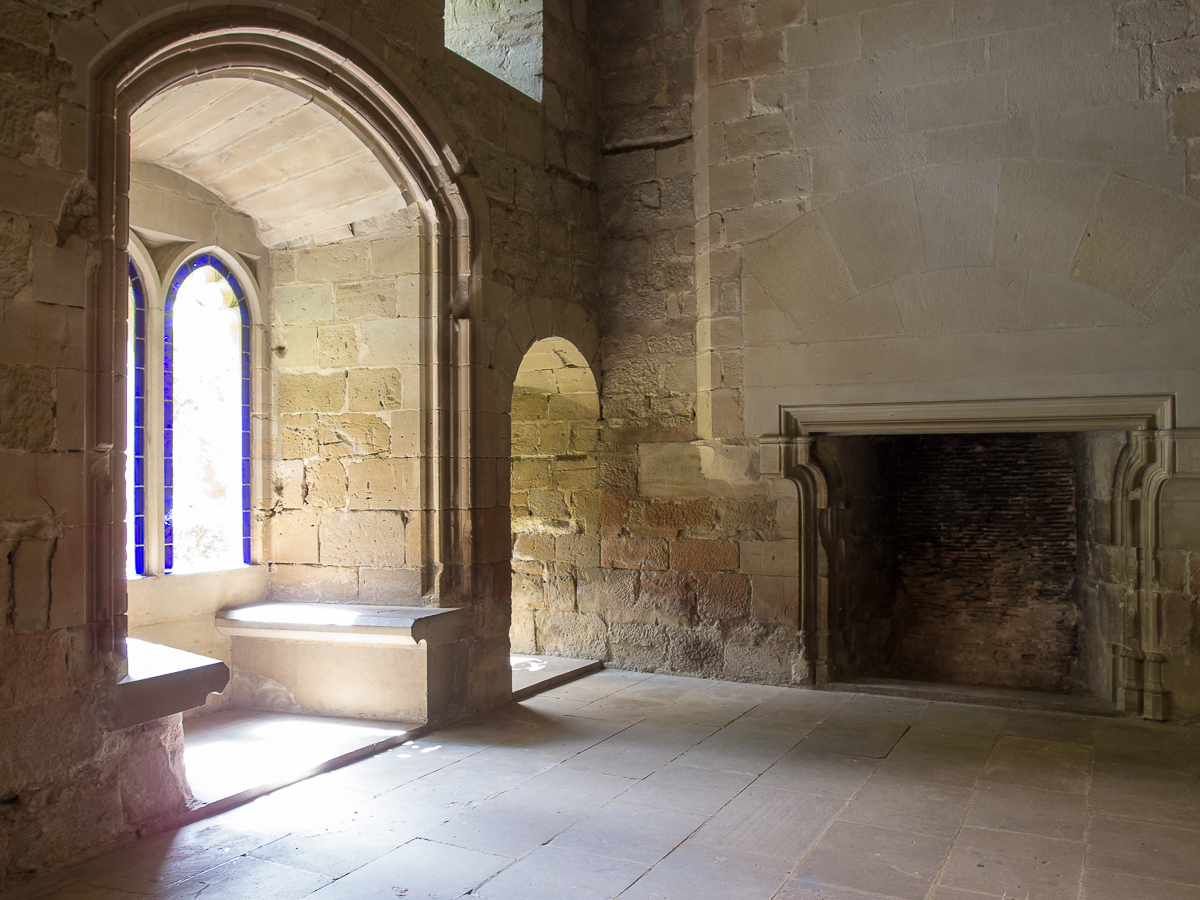
Chambre de la Reine.
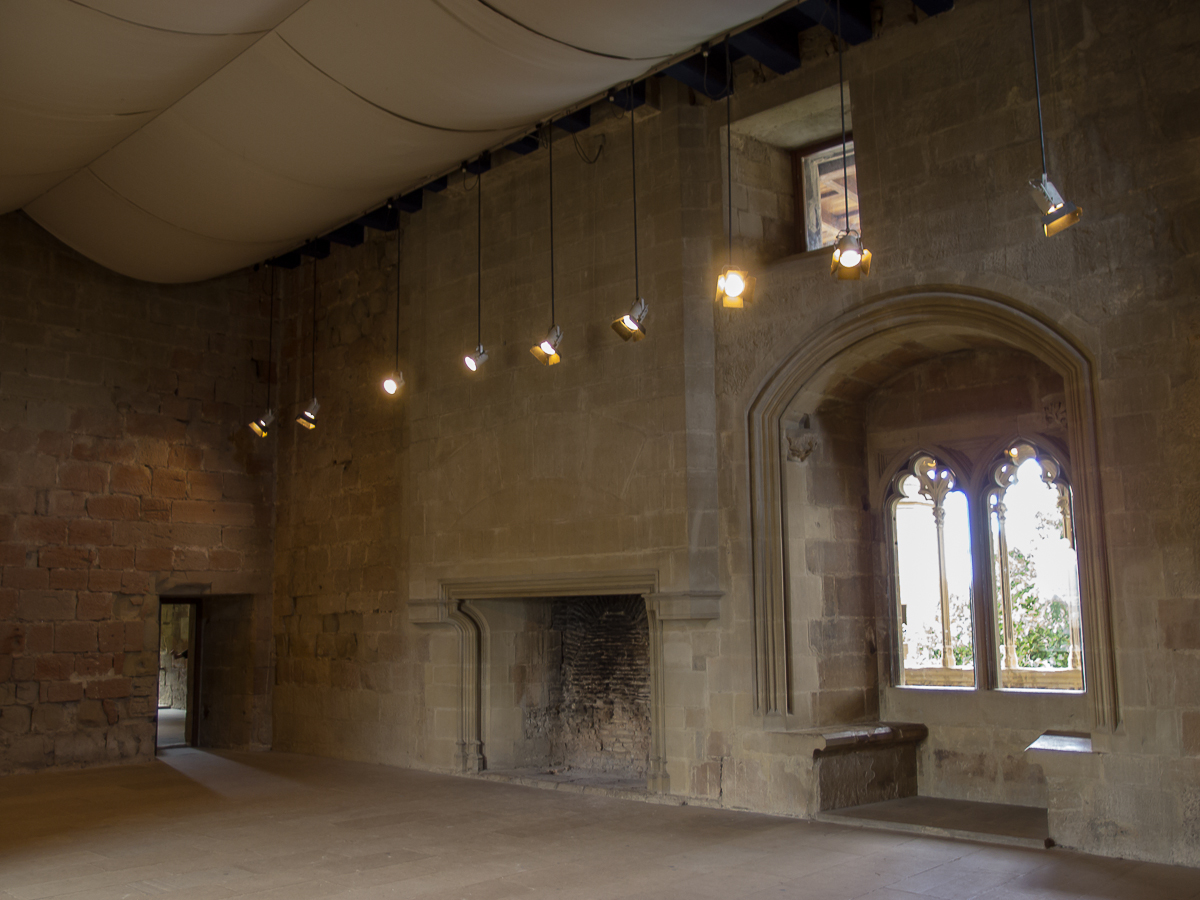
Chambre du Roi.
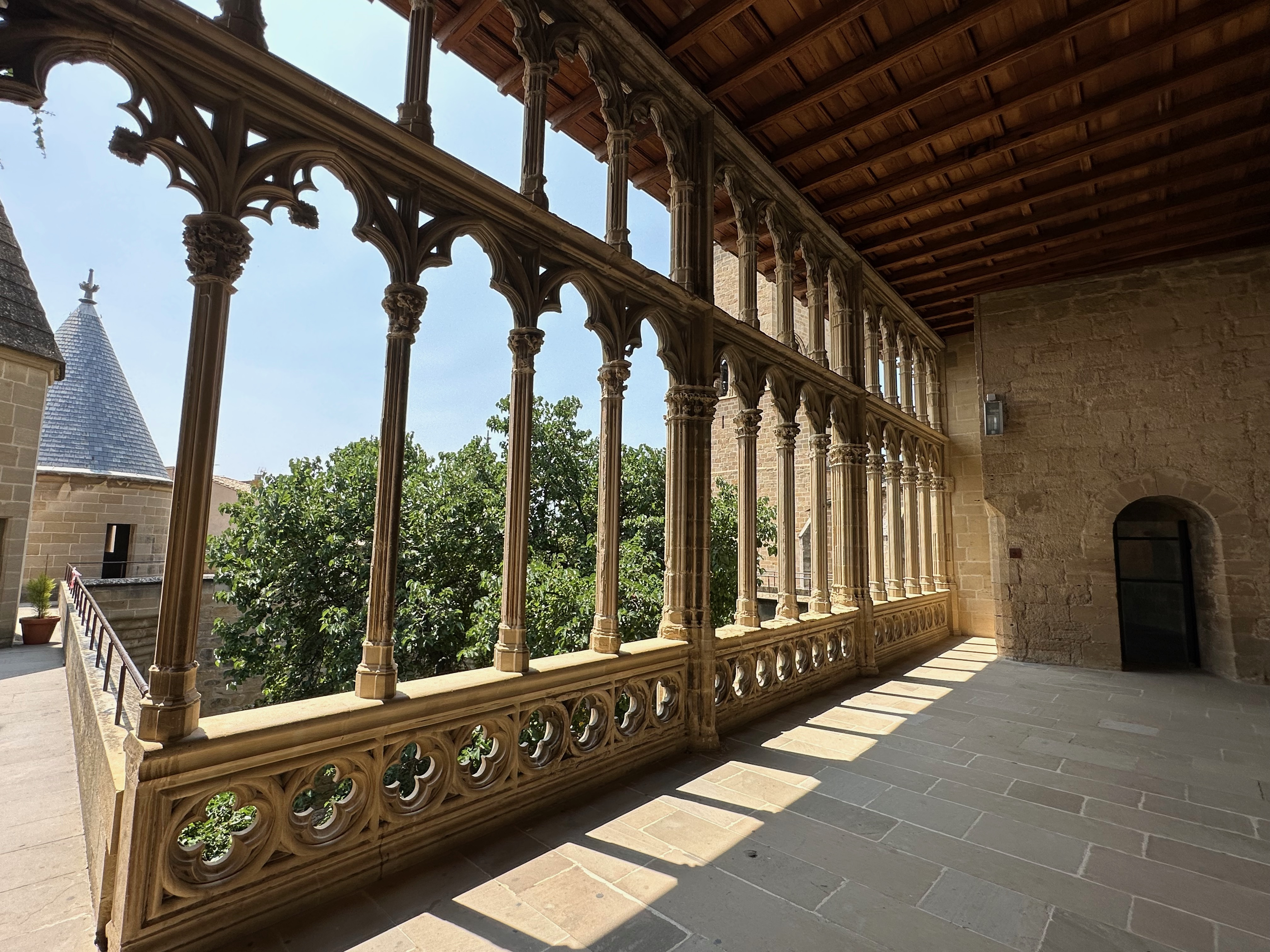
Galerie du Roi.
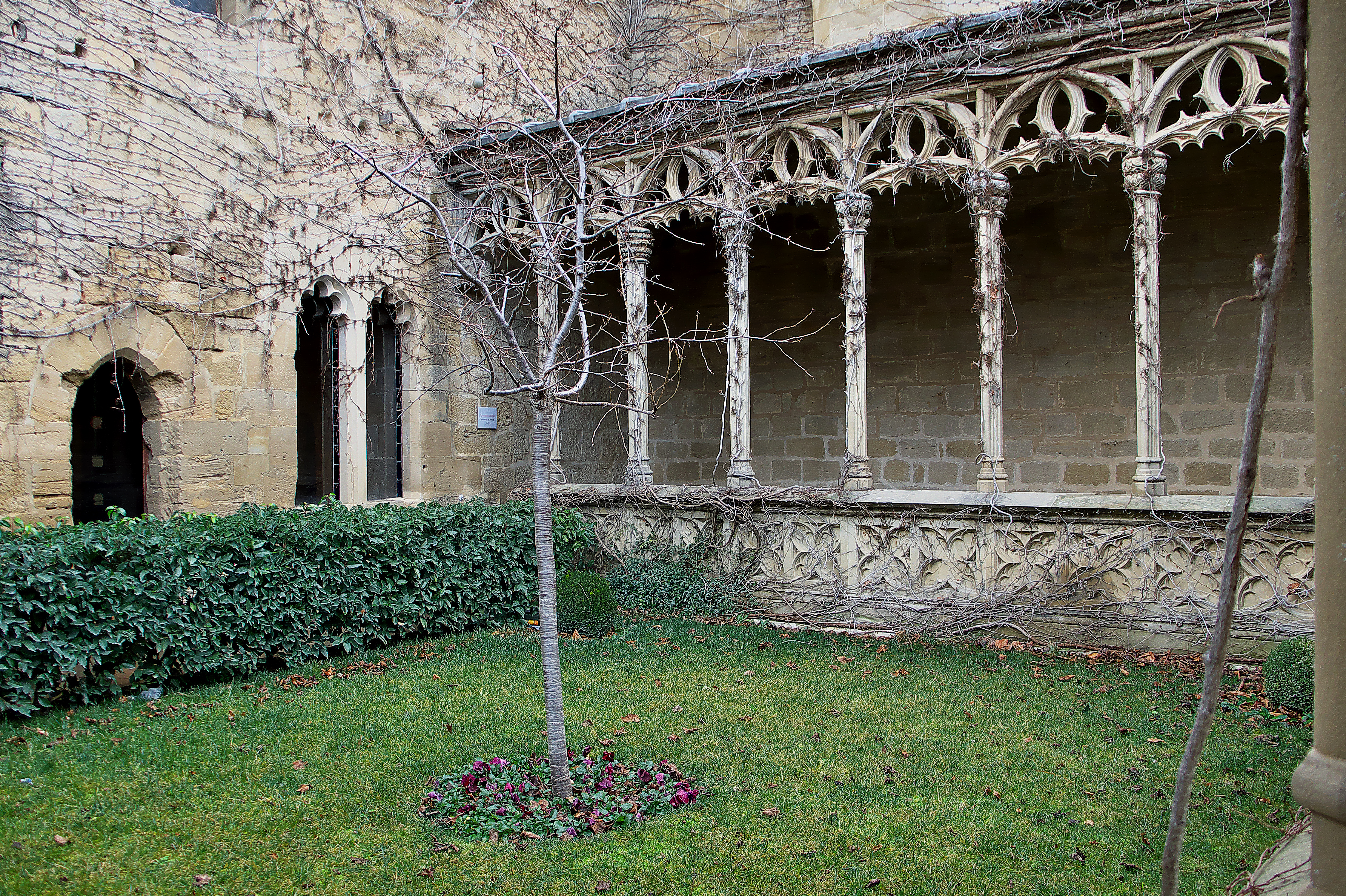
Jardin suspendu de la Reine.
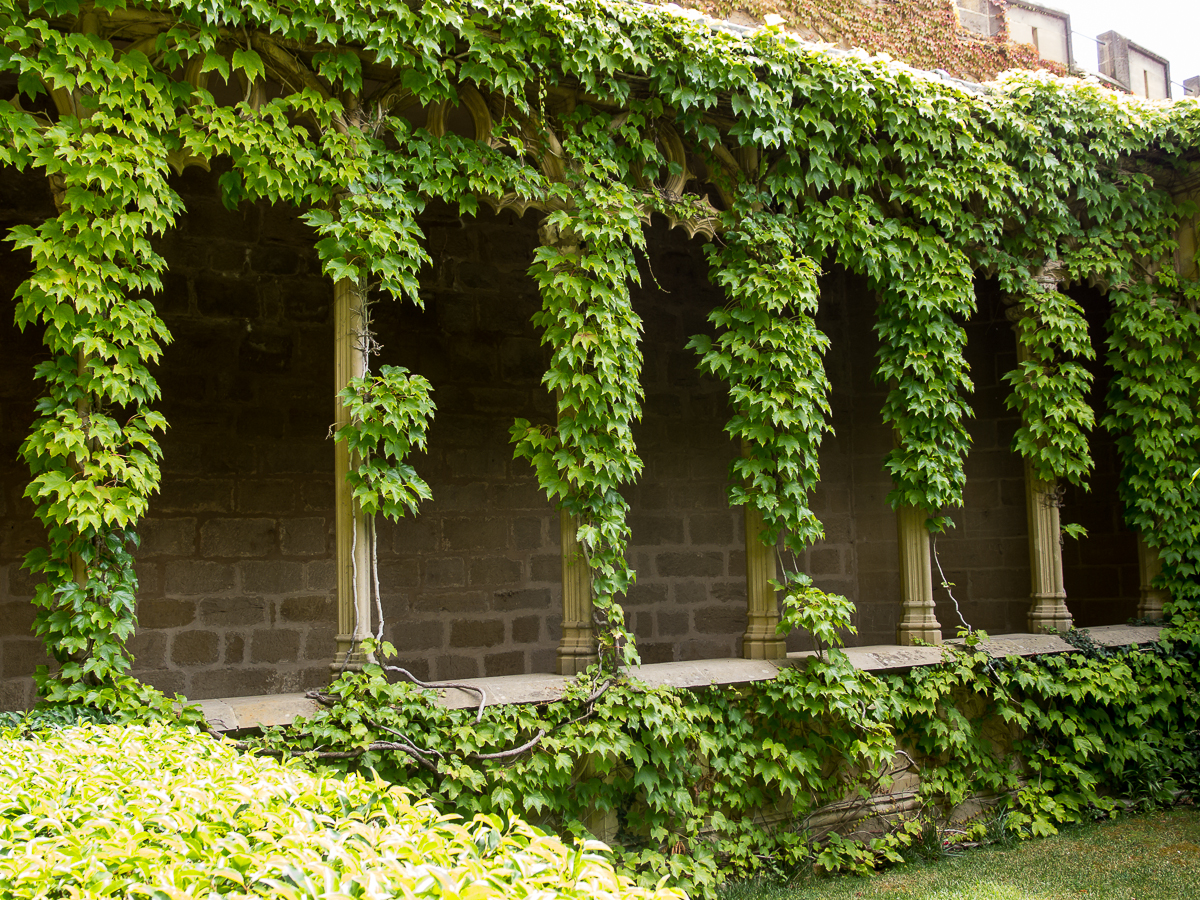
Jardin suspendu de la Reine.
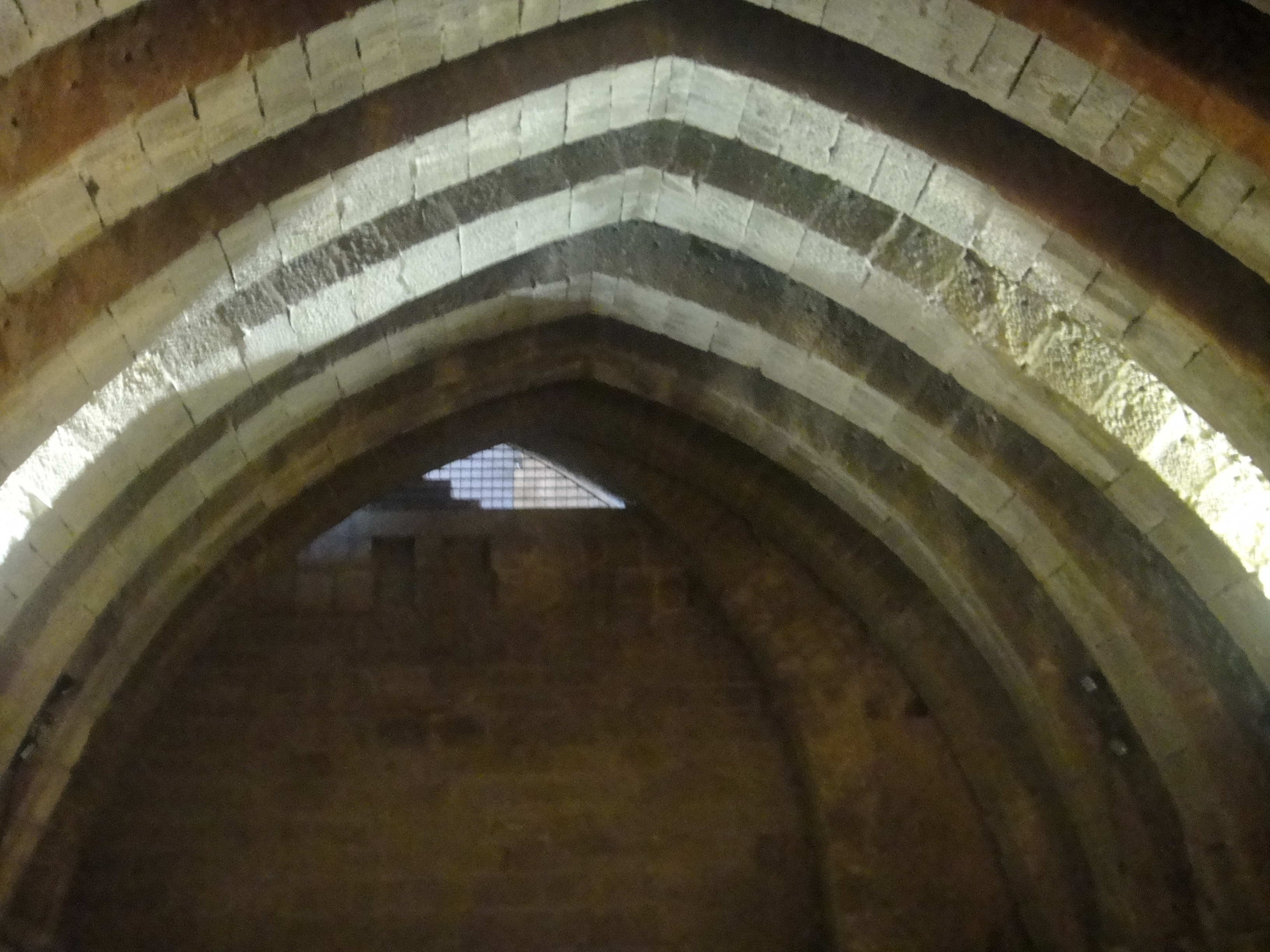
Salle des Arcs.

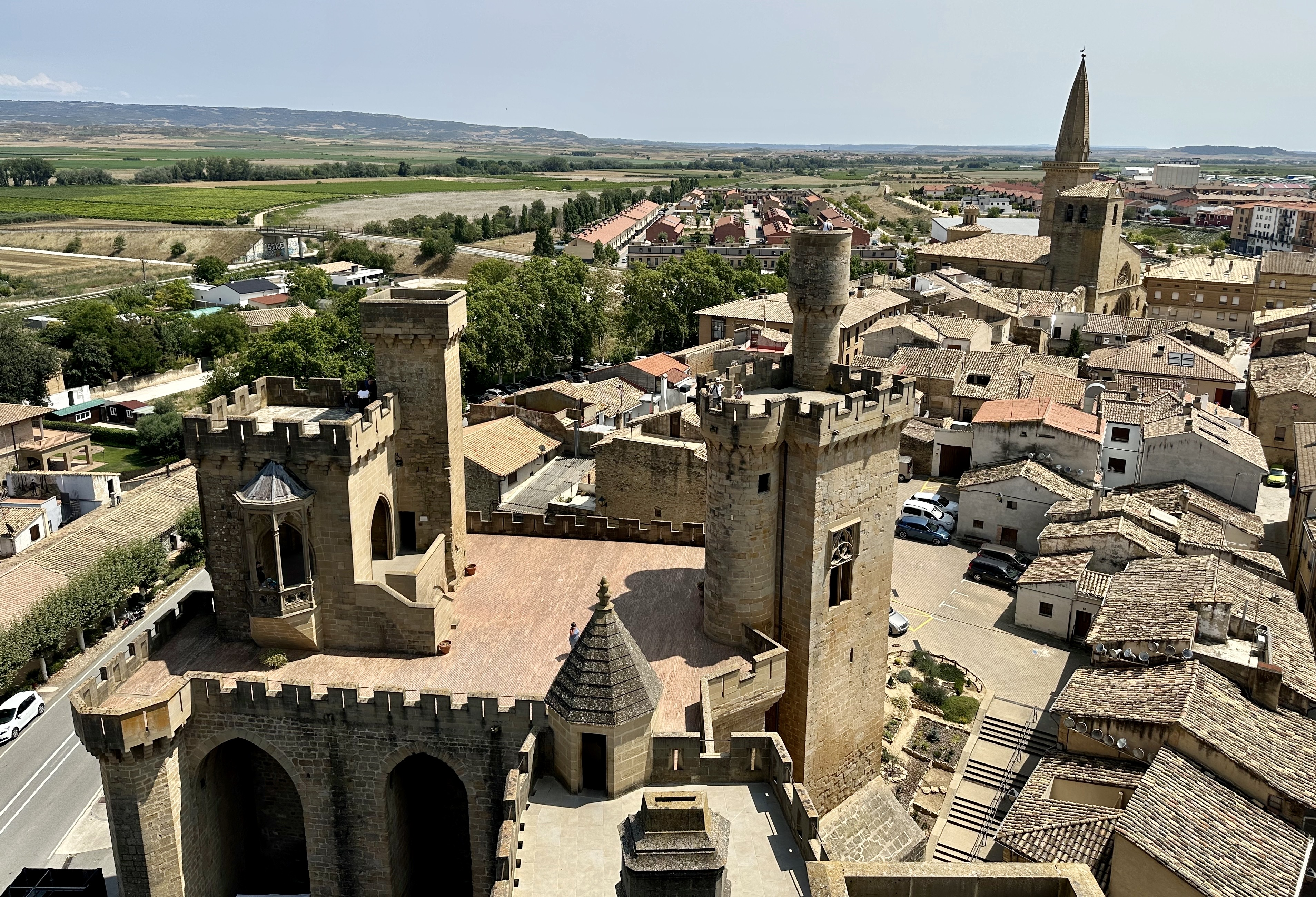
La tour de Vigie et la tour des Quatre Vents.

Un deuxième corps de bâtiment, belvédère d'observation, est hérissé de deux tours :
- la tour de la Vigie, instrument d'information de toute approche et de communication, est à l'origine la plus haute du palais[2],
- la tour des Quatre Vents, est percée de trois fenêtres-tribunes, pour permettre au roi et nobles d'observer les fêtes, tournois de cavalerie, parties de pelote ou corridas organisés sur l'esplanade en contrebas[5]...

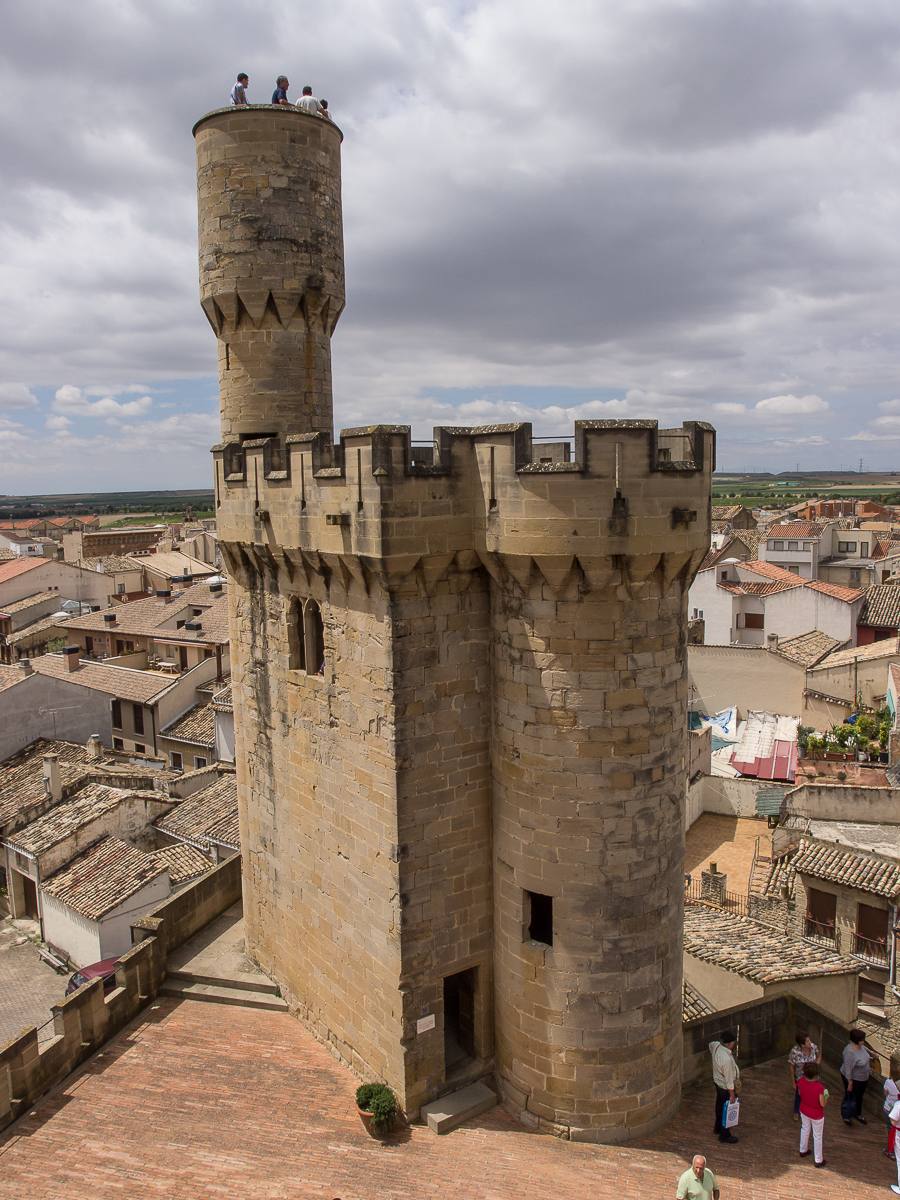
Tour de la Vigie.
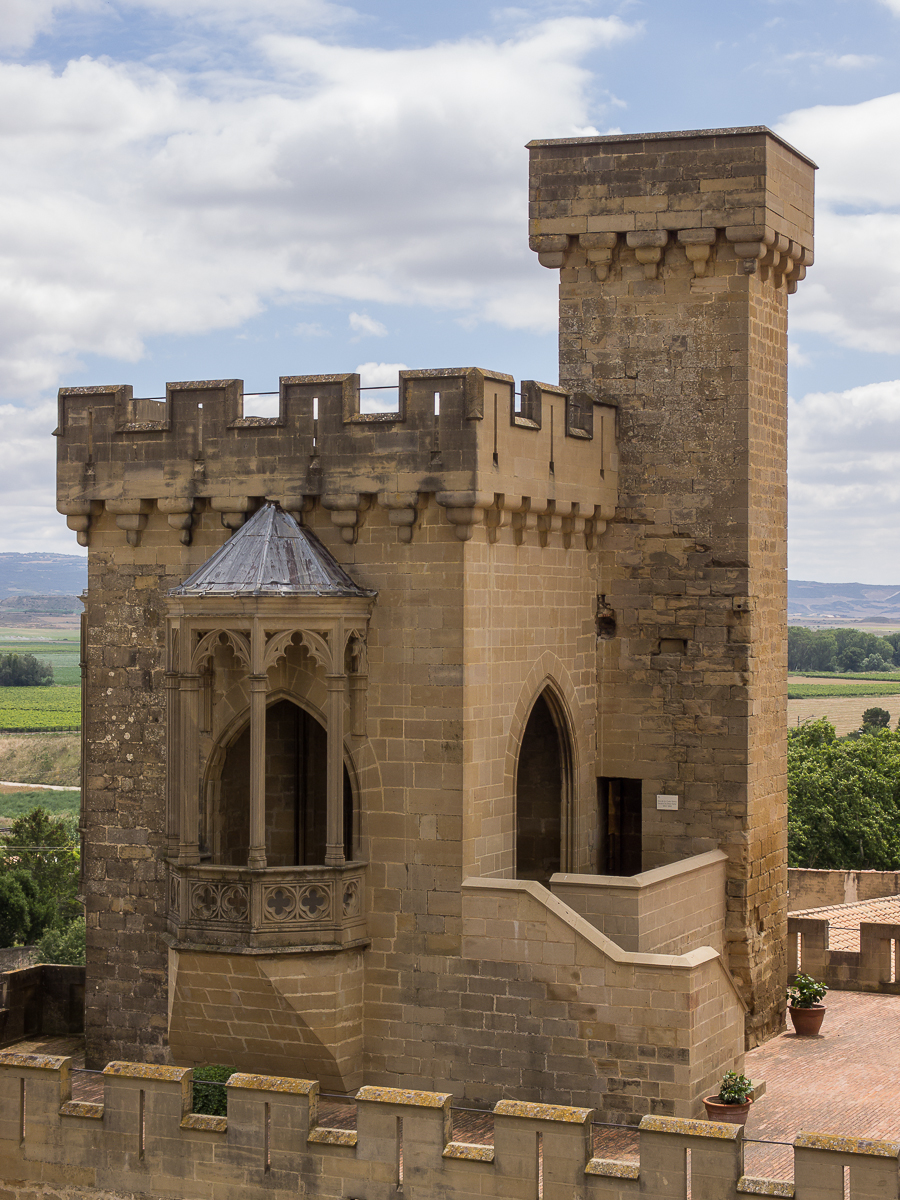
Tour des Quatre Vents.
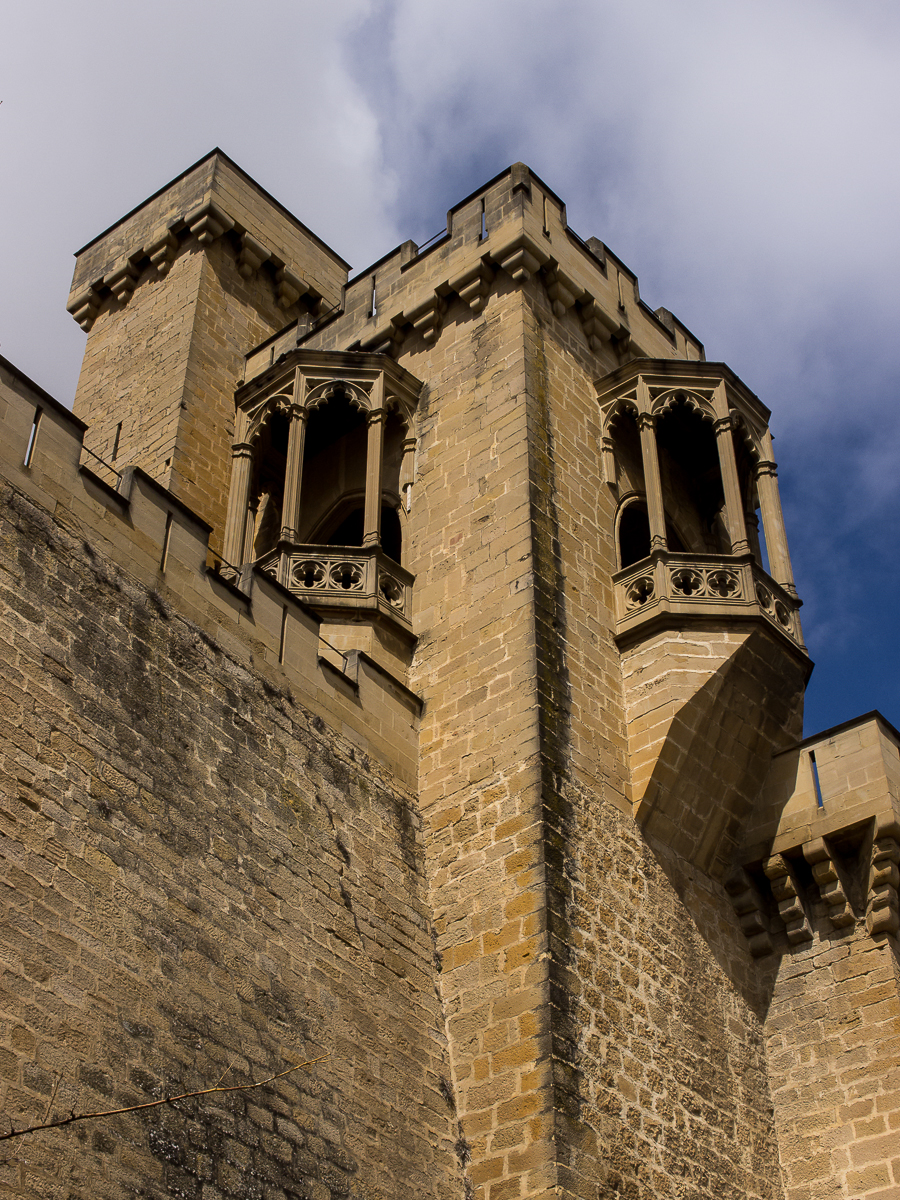
Tour des Quatre Vents.
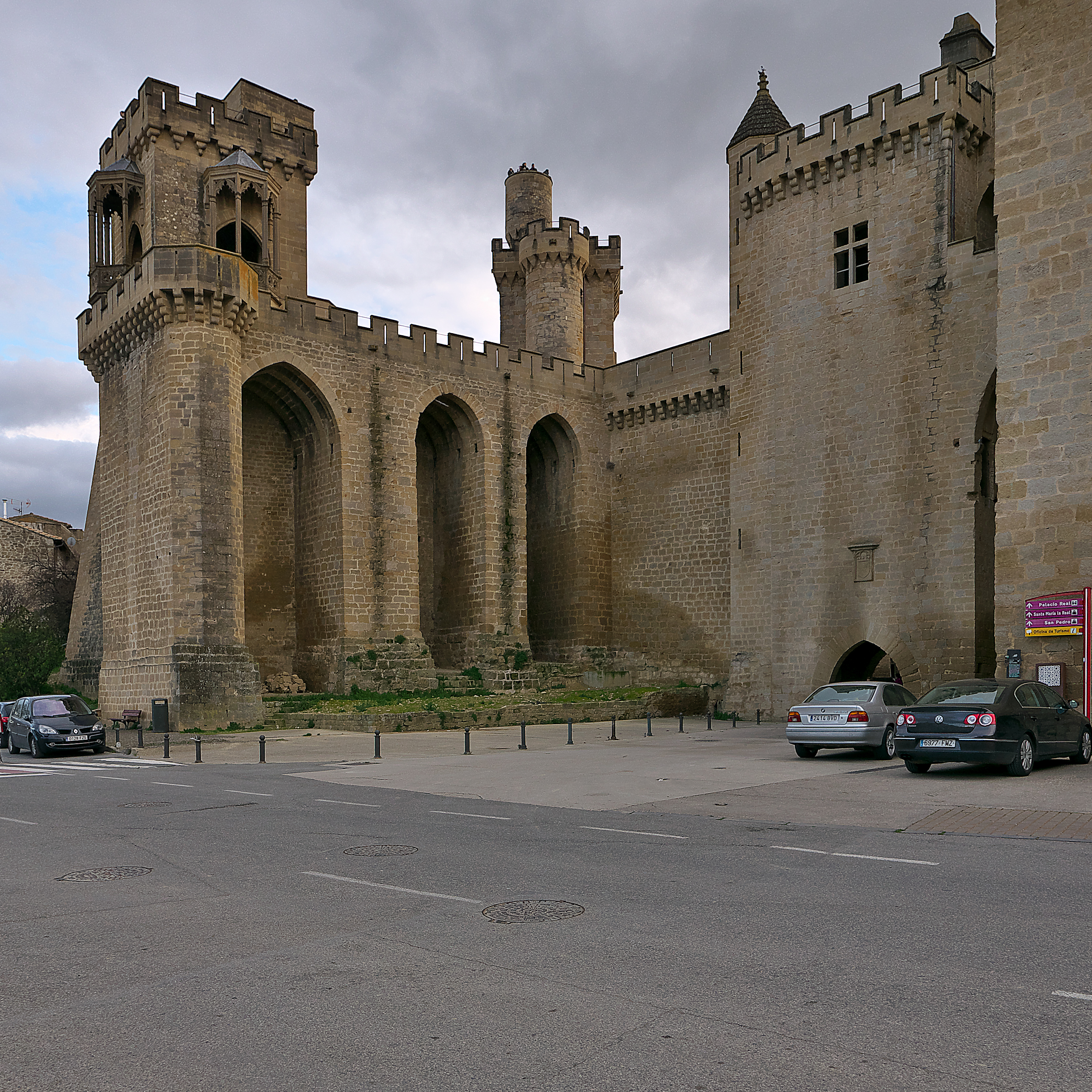
Tour des Quatre Vents.

Le Palais Nouveau peut être visité. Il constitue le principal site touristique de la commune d’Olite. Sa gestion a été déléguée à la société spécialisée MagmaCultura.

### Le puits de glace
Un puits de glace et son couvercle en forme d'œuf étaient utilisés par les habitants d'Olite comme un réfrigérateur. Sa reconstitution est visible au pied de la tour des Trois Couronnes. Ses 8 mètres de profondeur y permettaient de stocker de la glace afin de conserver des aliments, boissons ou médicaments.

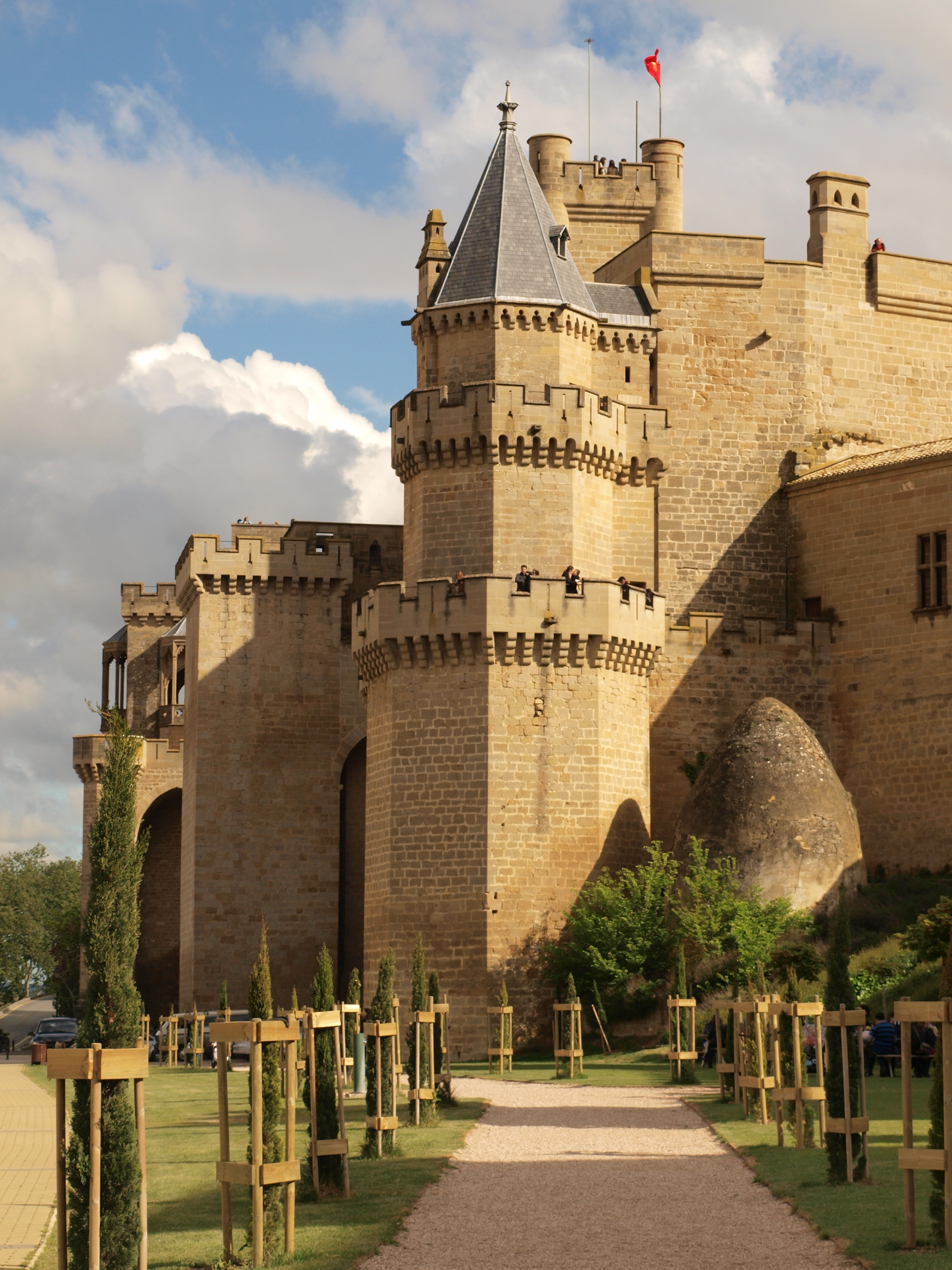
Puits de glace au pied de la tour des Trois Couronnes.
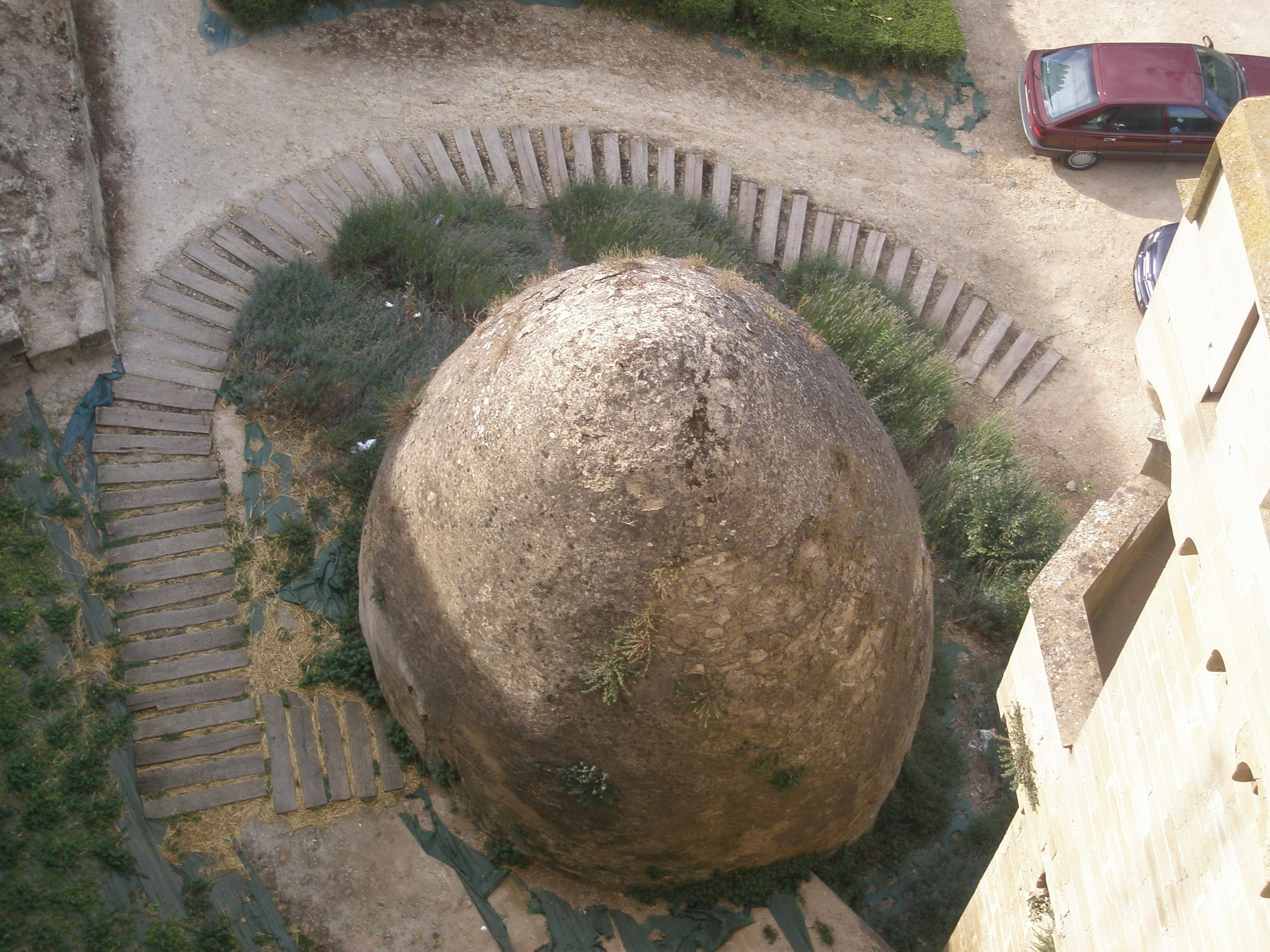
Puits de glace.